# Segunda División de España 2021-22
La Segunda División de España 2021-22 (LaLiga SmartBank por patrocinio) fue la 91.ª edición de la Segunda División de España de fútbol. El torneo lo organiza la Liga de Fútbol Profesional.
Esta temporada contó con dos equipos debutantes en la categoría: la SD Amorebieta y la UD Ibiza. También se dan los ascensos de la Real Sociedad "B", equipo filial de la Real Sociedad, y del Burgos CF.

## Sistema de competición
La Segunda División de España 2021-22 estuvo organizada por la Liga Nacional de Fútbol Profesional (LFP).
Como en temporadas precedentes, constó de un grupo único integrado por 22 clubes de toda la geografía española. Siguiendo un sistema de liga, los 22 equipos se enfrentarón todos contra todos en dos ocasiones —una en campo propio y otra en campo contrario— sumando un total de 42 jornadas. El orden de los encuentros se decide por sorteo antes de empezar la competición.
La clasificación final se estableció con arreglo a los puntos obtenidos en cada enfrentamiento a razón de tres por partido ganado, uno por empatado y ninguno en caso de derrota. Si al finalizar el campeonato dos equipos igualasen a puntos, los mecanismos para desempatar la clasificación son los siguientes:
1. El que tenga una mayor diferencia entre goles a favor y en contra en los enfrentamientos entre ambos.
2. Si persiste el empate, se tendrá en cuenta la diferencia de goles a favor y en contra en todos los encuentros del campeonato.

Si el empate a puntos se produce entre tres o más clubes, los sucesivos mecanismos de desempate son los siguientes:
1. La mejor puntuación de la que a cada uno corresponda a tenor de los resultados de los partidos jugados entre sí por los clubes implicados.
2. La mayor diferencia de goles a favor y en contra, considerando únicamente los partidos jugados entre sí por los clubes implicados.
3. La mayor diferencia de goles a favor y en contra teniendo en cuenta todos los encuentros del campeonato.
4. El mayor número de goles a favor teniendo en cuenta todos los encuentros del campeonato.
5. El club mejor clasificado con arreglo a los baremos de fair play.

### Efectos de la clasificación
El equipo que más puntos sume al final del campeonato será proclamado campeón de la Liga de Segunda División y obtendrá automáticamente el ascenso a Primera División para la próxima temporada, junto con el subcampeón. Los cuatro siguientes clasificados disputarán un play-off por eliminación directa a doble partido —ida y vuelta— cuyo vencedor final obtendrá también el ascenso de categoría. En ninguno de los casos anteriores se tendrán en cuenta los equipos filiales para determinar las plazas de ascenso. Los tres últimos clasificados de Primera División sustituirán en Segunda a los tres ascendidos.
Por su parte, los cuatro últimos clasificados de Segunda División —puestos del 19.º al 22.º— descenderán a la Primera División RFEF. Desde Primera División RFEF ascenderán cuatro equipos.

## Equipos participantes

### Equipos por comunidad autónoma
| N.° | Comunidad autónoma  | Equipos                                                                |
| --- | ------------------- | ---------------------------------------------------------------------- |
| 4   | Castilla y León     | Burgos C. F., C. D. Mirandés, R. Valladolid C. F. y S. D. Ponferradina |
| 3   | Comunidad de Madrid | A. D. Alcorcón, C. F. Fuenlabrada y C. D. Leganés                      |
| 3   | País Vasco          | Real Sociedad "B", S. D. Amorebieta y S. D. Eibar                      |
| 2   | Andalucía           | U. D. Almería y Málaga C. F.                                           |
| 2   | Aragón              | Real Zaragoza y S. D. Huesca                                           |
| 2   | Asturias            | Real Oviedo y Real Sporting de Gijón                                   |
| 2   | Canarias            | U. D. Las Palmas y C. D.Tenerife                                       |
| 1   | Cataluña            | Girona F. C.                                                           |
| 1   | Galicia             | C. D. Lugo                                                             |
| 1   | Islas Baleares      | U. D. Ibiza                                                            |
| 1   | Región de Murcia    | F. C. Cartagena                                                        |

### Información de los equipos
| Equipo                | Ciudad                     | Entrenador                       | Capitán           | Estadio                             | Aforo  | Proveedor | Patrocinador principal (en la equipación) | Otros patrocinadores (en la equipación)                                                         | Límite salarial (en millones de €) |
| --------------------- | -------------------------- | -------------------------------- | ----------------- | ----------------------------------- | ------ | --------- | ----------------------------------------- | ----------------------------------------------------------------------------------------------- | ---------------------------------- |
| A. D. Alcorcón        | Alcorcón                   | Fran Fernández                   | Laure             | Santo Domingo                       | 5 100  | Kappa     | Eneryeti drink                            |                                                                                                 | 7,104                              |
| U. D. Almería         | Almería                    | Rubi                             | Fernando Martínez | Estadio de los Juegos Mediterráneos | 15 274 | Puma      | Arabian Centres                           | 5 patrocinadores Costa de Almería AJCC Construcciones PDR - Palais Des Roses La Caixa SIGNATURE | 10,336                             |
| S. D. Amorebieta      | Amorebieta-Echano          | Haritz Mujika                    | Iker Seguín       | Lezama                              | 3 200  | Kappa     | Sidenor                                   |                                                                                                 | 4,618                              |
| Burgos C. F.          | Burgos                     | Julián Calero                    | Eneko Undabarrena | El Plantío                          | 12 642 | Adidas    | Reale Seguros                             |                                                                                                 | 5,502                              |
| F. C. Cartagena       | Cartagena                  | Luis Carrión                     | Cordero           | Cartagonova                         | 15 105 | Adidas    | Talasur Group                             | Jimbee                                                                                          | 6,142                              |
| S. D. Eibar           | Éibar                      | Gaizka Garitano                  | Anaitz Arbilla    | Municipal de Ipurúa                 | 8 164  | Joma      | AVIA                                      |                                                                                                 | 30,156                             |
| C.F. Fuenlabrada      | Fuenlabrada                | José Ramón Sandoval              | Juanma Marrero    | Fernando Torres                     | 4 600  | Joma      | Avimosa                                   |                                                                                                 | 6,651                              |
| Girona F. C.          | Gerona                     | Míchel Sánchez                   | Bernardo Espinosa | Montilivi                           | 11 286 | Puma      | Gosbi                                     | 2 patrocinadores Costa Brava Pirineu Factor Energía                                             | 3,978                              |
| S. D. Huesca          | Huesca                     | Xisco Muñoz                      | Jorge Pulido      | El Alcoraz                          | 9 200  | Nike      | Huesca La Magia                           | 1 patrocinador Bodega Sommos                                                                    | 18,667                             |
| U. D. Ibiza           | Ibiza                      | Paco Jémez                       | David Morillas    | Can Misses                          | 4 500  | Nike      | Power Electronics                         |                                                                                                 | 7,617                              |
| U. D. Las Palmas      | Las Palmas de Gran Canaria | Francisco Javier García Pimienta | Jonathan Viera    | Gran Canaria                        | 32 400 | Hummel    | Gran Canaria                              | 5 patrocinadores Kalise IOC Islas Canarias DISA beCordial                                       | 11,967                             |
| C. D. Leganés         | Leganés                    | Mehdi Nafti                      | Unai Bustinza     | Butarque                            | 12 450 | Joma      | Urbas                                     | 3 patrocinadores Ynsadiet KFC Vitaldent                                                         | 26,443                             |
| C. D. Lugo            | Lugo                       | Rubén Albés                      | Carlos Pita       | Anxo Carro                          | 7 114  | Kappa     | Estrella Galicia 0,0                      | Abanca                                                                                          | 4,872                              |
| Málaga C. F.          | Málaga                     | Pablo Guede                      | Luis Muñoz        | La Rosaleda                         | 30 044 | Nike      | Tesesa                                    | 2 patrocinadores Benahavís BeSoccer                                                             | 12,789                             |
| C. D. Mirandés        | Miranda de Ebro            | Joseba Etxeberria                | Raúl Lizoain      | Anduva                              | 5 759  | Adidas    | Miranda Empresas                          | 2 patrocinadores Fitogether Sernivel3                                                           | 5,701                              |
| Real Oviedo           | Oviedo                     | José Ángel Ziganda               | Mossa             | Carlos Tartiere                     | 30 500 | Adidas    | DIGI                                      | 4 patrocinadores Oviedo, origen del camino Tartiere Auto Integra Energía Alimerka               | 9,595                              |
| S. D. Ponferradina    | Ponferrada                 | Jon Pérez Bolo                   | Yuri de Souza     | El Toralín                          | 8 400  | Adidas    | Herrero Brigantina                        | Grupo Valcarce                                                                                  | 5,834                              |
| Real Sociedad "B"     | San Sebastián              | Xabi Alonso                      | Roberto López     | Anoeta                              | 2 500  | Macron    | Kutxabank                                 |                                                                                                 | 12,493                             |
| Sporting de Gijón     | Gijón                      | Abelardo Fernández               | Pablo Pérez       | El Molinón                          | 30 000 | Nike      | Integra Energía                           | 2 patrocinadores Alimerka William Hill                                                          | 9,751                              |
| C. D. Tenerife        | Santa Cruz de Tenerife     | Luis Miguel Ramis                | Suso Santana      | Heliodoro Rodríguez López           | 24 000 | Hummel    | Egatesa                                   | Air Europa                                                                                      | 9,117                              |
| Real Valladolid C. F. | Valladolid                 | José Rojo Martín                 | Jordi Masip       | José Zorrilla                       | 27 618 | Adidas    | Estrella Galicia 0,0                      | 4 patrocinadores Herbalife Air Europa Integra Energía Valladolid Ciudad Amiga                   | 29,034                             |
| Real Zaragoza         | Zaragoza                   | Juan Ignacio Martínez            | Alberto Zapater   | La Romareda                         | 33 608 | Adidas    | Green Botanic Pharmacie                   | Ámbar 0,0                                                                                       | 5,708                              |

Notas

### Cambios de entrenadores
| Equipo                 | Entrenador (Jornadas)      | Fecha de vacante         | Tipo de salida           | Posición en la tabla | Entrenador entrante              | Fecha de nombramiento    |
| ---------------------- | -------------------------- | ------------------------ | ------------------------ | -------------------- | -------------------------------- | ------------------------ |
| Real Valladolid        | Sergio González            | 23 de mayo de 2021       | Destitución              | Pretemporada         | Pacheta                          | 16 de junio de 2021      |
| SD Eibar               | José Luis Mendilibar       | 25 de mayo de 2021       | Mutuo acuerdo            | Pretemporada         | Gaizka Garitano                  | 16 de junio de 2021      |
| SD Huesca              | Pacheta                    | 25 de mayo de 2021       | Mutuo acuerdo            | Pretemporada         | Ignacio Ambriz                   | 28 de junio de 2021      |
| Málaga CF              | Sergio Pellicer            | 31 de mayo de 2021       | Renuncia                 | Pretemporada         | José Alberto López               | 1 de junio de 2021       |
| CD Mirandés            | José Alberto López         | 1 de junio de 2021       | Fichado por el Málaga CF | Pretemporada         | Lolo Escobar                     | 4 de junio de 2021       |
| Girona                 | Francisco                  | 30 de junio de 2021      | Mutuo acuerdo            | Pretemporada         | Míchel Sánchez                   | 4 de julio de 2021       |
| AD Alcorcón            | Juan Antonio Anquela (1-6) | 18 de septiembre de 2021 | Destitución              | 22º                  | Jorge Romero                     | 18 de septiembre de 2021 |
| SD Huesca              | Ignacio Ambriz (1-12)      | 25 de octubre de 2021    | Destitución              | 12º                  | Xisco Muñoz                      | 27 de octubre de 2021    |
| CD Leganés             | Asier Garitano (1-13)      | 30 de octubre de 2021    | Destitución              | 20º                  | Mehdi Nafti                      | 31 de octubre de 2021    |
| AD Alcorcón            | Jorge Romero (7-13)        | 2 de noviembre de 2021   | Destitución              | 22º                  | Fran Fernández                   | 2 de noviembre de 2021   |
| CF Fuenlabrada         | José Luis Oltra (1-20)     | 15 de diciembre de 2021  | Destitución              | 19º                  | Sergio Pellicer                  | 15 de diciembre de 2021  |
| UD Ibiza               | Juan Carlos Carcedo (1-21) | 18 de diciembre de 2021  | Destitución              | 16º                  | Paco Jémez                       | 26 de diciembre de 2021  |
| UD Las Palmas          | Pepe Mel (1-24)            | 23 de enero de 2022      | Destitución              | 8º                   | Francisco Javier García Pimienta | 23 de enero de 2022      |
| Málaga CF              | José Alberto López (1-24)  | 23 de enero de 2022      | Destitución              | 14º                  | Natxo González                   | 27 de enero de 2022      |
| CD Mirandés            | Lolo Escobar (1-27)        | 13 de febrero de 2022    | Destitución              | 17º                  | Joseba Etxeberria                | 14 de febrero de 2022    |
| Sporting de Gijón      | David Gallego (1-28)       | 22 de febrero de 2022    | Destitución              | 15º                  | José Luis Martí                  | 23 de febrero de 2022    |
| CF Fuenlabrada         | Sergio Pellicer (21-30)    | 6 de marzo de 2022       | Destitución              | 21º                  | José Ramón Sandoval              | 7 de marzo de 2022       |
| SD Amorebieta          | Íñigo Vélez (1-30)         | 8 de marzo de 2022       | Destitución              | 20º                  | Haritz Mujika                    | 9 de marzo de 2022       |
| Málaga CF              | Natxo González (25-34)     | 2 de abril de 2022       | Destitución              | 18º                  | Pablo Guede                      | 2 de abril de 2022       |
| Real Sporting de Gijón | José Luis Martí (29-38)    | 3 de mayo de 2022        | Destitución              | 17º                  | Abelardo Fernández               | 3 de mayo de 2022        |

## Ascensos y descensos
Un total de 22 equipos disputan la liga, incluyendo quince equipos de la temporada anterior, cuatro ascendidos de Segunda B y tres descendidos de Primera División.
| Pos.  | Ascendidos a 1.ª División |
| ----- | ------------------------- |
| 1º    | R. C. D. Espanyol         |
| 2º    | R. C. D. Mallorca         |
| Prom. | Rayo Vallecano (6º)       |

| Pos. | Descendidos de 1.ª División |
| ---- | --------------------------- |
| 18.º | S. D. Huesca                |
| 19.º | Real Valladolid C. F.       |
| 20.º | S. D. Eibar                 |

| Pos. | Descendidos a 1.ª División RFEF |
| ---- | ------------------------------- |
| 19.º | C. E. Sabadell F. C.            |
| 20.º | U. D. Logroñés                  |
| 21.º | C. D. Castellón                 |
| 22.º | Albacete Balompié               |

| Pos.      | Ascendidos de 2.ª División B |
| --------- | ---------------------------- |
| 1º (I)    | Burgos C. F.                 |
| 1.º (II)  | Real Sociedad "B"            |
| 1.º (III) | U. D. Ibiza                  |
| 3.º (II)  | S. D. Amorebieta             |

## Justicia deportiva
Los árbitros de cada partido serán designados por una comisión creada para tal objetivo e integrada por representantes de la LFP y la RFEF. En la temporada 2020/21, los colegiados de la categoría son los siguientes (se muestra entre paréntesis su antigüedad en la categoría):
- Iván Caparrós Hernández (1) - debutante
- Víctor García Verdura (1) - debutante
- Raúl Martín González Francés (1) - debutante
- Alejandro Quintero González (1) - debutante
- Saúl Ais Reig (7)
- Dámaso Arcediano Monescillo (11)
- Rubén Ávalos Barrera (4)
- Oliver de la Fuente Ramos (8)
- Iosu Galech Apezteguía (3)
- David Gálvez Rascón (2)
- Jon Ander González Esteban (3)
- Aitor Gorostegui Fernández-Ortega (6)
- Francisco José Hernández Maeso (2)
- Javier Iglesias Villanueva (4)
- José Antonio López Toca (5)
- Luis Mario Milla Alvendiz (5)
- Álvaro Moreno Aragón (5)
- Daniel Ocón Arráiz (11)
- Eduardo Prieto Iglesias (7)
- Juan Luis Pulido Santana (6)
- Gorka Sagués Oscoz (10)
- Rafael Sánchez López (2)
- Daniel Jesús Trujillo Suárez (11)
- Iñaki Vicandi Garrido (8)

## Clasificación
| Pos. | Equipo                    | Pts. | PJ | G  | E  | P  | GF | GC | Dif. | Ascenso o Descenso            |
| ---- | ------------------------- | ---- | -- | -- | -- | -- | -- | -- | ---- | ----------------------------- |
| 1    | U. D. Almería (C, A)      | 81   | 42 | 24 | 9  | 9  | 68 | 35 | +33  | Ascenso a Primera División    |
| 2    | Real Valladolid C. F. (A) | 81   | 42 | 24 | 9  | 9  | 71 | 43 | +28  | Ascenso a Primera División    |
| 3    | S. D. Eibar               | 80   | 42 | 23 | 11 | 8  | 61 | 45 | +16  | Acceso a Play-offs de ascenso |
| 4    | U. D. Las Palmas          | 70   | 42 | 19 | 13 | 10 | 57 | 47 | +10  | Acceso a Play-offs de ascenso |
| 5    | C. D. Tenerife            | 69   | 42 | 20 | 9  | 13 | 53 | 37 | +16  | Acceso a Play-offs de ascenso |
| 6    | Girona F. C. (A)          | 68   | 42 | 20 | 8  | 14 | 57 | 42 | +15  | Acceso a Play-offs de ascenso |
| 7    | Real Oviedo               | 68   | 42 | 17 | 17 | 8  | 57 | 41 | +16  |                               |
| 8    | S. D. Ponferradina        | 63   | 42 | 17 | 12 | 13 | 57 | 55 | +2   |                               |
| 9    | F. C. Cartagena           | 60   | 42 | 18 | 6  | 18 | 63 | 57 | +6   |                               |
| 10   | Real Zaragoza             | 56   | 42 | 12 | 20 | 10 | 39 | 46 | −7   |                               |
| 11   | Burgos C. F.              | 55   | 42 | 15 | 10 | 17 | 41 | 41 | 0    |                               |
| 12   | C. D. Leganés             | 54   | 42 | 13 | 15 | 14 | 50 | 51 | −1   |                               |
| 13   | S. D. Huesca              | 54   | 42 | 13 | 15 | 14 | 49 | 44 | +5   |                               |
| 14   | C. D. Mirandés            | 52   | 42 | 15 | 7  | 20 | 58 | 62 | −4   |                               |
| 15   | U. D. Ibiza               | 52   | 42 | 12 | 16 | 14 | 53 | 59 | −6   |                               |
| 16   | C. D. Lugo                | 50   | 42 | 10 | 20 | 12 | 46 | 52 | −6   |                               |
| 17   | Sporting de Gijón         | 46   | 42 | 11 | 13 | 18 | 43 | 48 | −5   |                               |
| 18   | Málaga C. F.              | 45   | 42 | 11 | 12 | 19 | 36 | 57 | −21  |                               |
| 19   | S. D. Amorebieta (D)      | 43   | 42 | 9  | 16 | 17 | 44 | 63 | −19  | Descenso a Primera Federación |
| 20   | Real Sociedad "B" (D)     | 40   | 42 | 10 | 10 | 22 | 43 | 61 | −18  | Descenso a Primera Federación |
| 21   | C. F. Fuenlabrada (D)     | 33   | 42 | 6  | 15 | 21 | 39 | 65 | −26  | Descenso a Primera Federación |
| 22   | A. D. Alcorcón (D)        | 29   | 42 | 6  | 11 | 25 | 37 | 71 | −34  | Descenso a Primera Federación |

 Fuente: besoccer
Criterios de clasificación: Puntos · Enfrentamientos directos · Diferencia de goles · Goles a favor · Puntos fair-play · Play-off.

### Evolución de la clasificación
| Jornada / Equipo | 1  | 2  | 3  | 4  | 5  | 6  | 7  | 8  | 9  | 10 | 11 | 12 | 13 | 14 | 15 | 16 | 17 | 18 | 19 | 20 | 21  | 22  | 23  | 24 | 25 | 26 | 27 | 28 | 29 | 30 | 31 | 32 | 33 | 34 | 35 | 36 | 37 | 38 | 39 | 40 | 41 | 42 |
| Jornada / Equipo |    |    |    |    |    |    |    |    |    |    |    |    |    |    |    |    |    |    |    |    |     |     |     |    |    |    |    |    |    |    |    |    |    |    |    |    |    |    |    |    |    |    |
| ---------------- | -- | -- | -- | -- | -- | -- | -- | -- | -- | -- | -- | -- | -- | -- | -- | -- | -- | -- | -- | -- | --- | --- | --- | -- | -- | -- | -- | -- | -- | -- | -- | -- | -- | -- | -- | -- | -- | -- | -- | -- | -- | -- |
| Almería          | 1  | 2  | 5  | 2  | 4  | 3  | 2  | 1  | 1  | 2  | 1  | 1  | 1  | 1  | 1  | 1  | 1  | 1  | 1  | 1  | 1*  | 1*  | 1*  | 2  | 3  | 2  | 2  | 2  | 2  | 2  | 2  | 2  | 2  | 3  | 2  | 2  | 2  | 2  | 1  | 1  | 2  | 1  |
| Valladolid       | 11 | 4  | 2  | 6  | 10 | 15 | 12 | 9  | 9  | 7  | 8  | 7  | 5  | 6  | 6  | 3  | 5  | 5  | 5  | 5  | 5   | 3   | 2   | 3  | 2  | 3  | 4  | 4  | 3  | 3  | 3  | 3  | 3  | 2  | 3  | 3  | 3  | 3  | 3  | 3  | 3  | 2  |
| Eibar            | 21 | 20 | 14 | 17 | 9  | 6  | 6  | 5  | 5  | 4  | 2  | 2  | 2  | 2  | 2  | 2  | 2  | 2  | 3  | 3  | 2   | 2   | 3   | 1  | 1  | 1  | 1  | 1  | 1  | 1  | 1  | 1  | 1  | 1  | 1  | 1  | 1  | 1  | 2  | 2  | 1  | 3  |
| Las Palmas       | 10 | 14 | 7  | 13 | 13 | 13 | 11 | 6  | 6  | 5  | 6  | 4  | 4  | 3  | 4  | 5  | 6  | 6  | 6  | 6  | 7   | 7   | 7   | 8  | 9  | 7  | 7  | 8  | 9  | 11 | 14 | 9  | 8  | 8  | 7  | 7  | 8  | 8  | 8  | 7  | 6  | 4  |
| Tenerife         | 4  | 7  | 9  | 4  | 3  | 4  | 5  | 4  | 4  | 6  | 7  | 5  | 3  | 4  | 3  | 4  | 3  | 3  | 4  | 4  | 3   | 4   | 4   | 4  | 4  | 4  | 3  | 3  | 4  | 4  | 4  | 4  | 5  | 5  | 4  | 4  | 4  | 4  | 4  | 4  | 4  | 5  |
| Girona           | 2  | 5  | 12 | 16 | 20 | 14 | 15 | 19 | 20 | 20 | 19 | 19 | 17 | 13 | 13 | 13 | 10 | 10 | 8  | 8  | 6   | 6   | 6   | 6  | 7  | 5  | 6  | 6  | 6  | 6  | 6  | 5  | 4  | 4  | 5  | 5  | 5  | 5  | 5  | 6  | 5  | 6  |
| Oviedo           | 9  | 15 | 17 | 11 | 5  | 7  | 8  | 7  | 8  | 12 | 15 | 11 | 8  | 9  | 10 | 12 | 9  | 8  | 7  | 7  | 9   | 9   | 8   | 10 | 8  | 9  | 11 | 7  | 8  | 10 | 7  | 8  | 7  | 6  | 6  | 6  | 6  | 6  | 6  | 5  | 7  | 7  |
| Ponferradina     | 5  | 3  | 1  | 3  | 2  | 1  | 3  | 3  | 3  | 3  | 4  | 6  | 6  | 5  | 5  | 6  | 4  | 4  | 2  | 2  | 4   | 5   | 5   | 5  | 5  | 6  | 5  | 5  | 5  | 5  | 5  | 6  | 6  | 7  | 8  | 8  | 7  | 7  | 7  | 8  | 8  | 8  |
| Cartagena        | 20 | 21 | 15 | 9  | 15 | 8  | 13 | 17 | 10 | 8  | 5  | 8  | 10 | 11 | 9  | 11 | 8  | 9  | 10 | 10 | 8   | 8   | 9   | 7  | 6  | 8  | 8  | 9  | 10 | 7  | 8  | 7  | 9  | 10 | 13 | 11 | 9  | 9  | 9  | 9  | 9  | 9  |
| Zaragoza         | 15 | 18 | 21 | 18 | 18 | 19 | 18 | 20 | 19 | 18 | 18 | 18 | 19 | 16 | 12 | 8  | 12 | 11 | 9  | 13 | 14  | 16  | 16  | 16 | 18 | 18 | 18 | 16 | 15 | 14 | 11 | 14 | 13 | 14 | 11 | 12 | 12 | 14 | 14 | 14 | 13 | 10 |
| Burgos           | 18 | 16 | 20 | 15 | 16 | 16 | 19 | 15 | 17 | 17 | 14 | 10 | 14 | 17 | 18 | 16 | 17 | 15 | 13 | 9  | 10  | 11  | 13  | 11 | 12 | 11 | 9  | 10 | 11 | 9  | 10 | 12 | 10 | 9  | 12 | 10 | 10 | 11 | 12 | 11 | 10 | 11 |
| Leganés          | 19 | 17 | 19 | 21 | 22 | 20 | 14 | 16 | 18 | 19 | 20 | 20 | 20 | 21 | 19 | 20 | 18 | 16 | 17 | 18 | 15  | 17  | 17  | 18 | 17 | 16 | 15 | 14 | 14 | 13 | 13 | 13 | 15 | 12 | 16 | 16 | 14 | 13 | 13 | 13 | 12 | 12 |
| Huesca           | 3  | 1  | 4  | 7  | 11 | 11 | 7  | 11 | 12 | 9  | 9  | 12 | 12 | 14 | 15 | 14 | 14 | 14 | 12 | 12 | 11  | 14  | 12  | 15 | 15 | 13 | 14 | 12 | 12 | 15 | 15 | 15 | 12 | 11 | 9  | 9  | 11 | 12 | 11 | 12 | 11 | 13 |
| Mirandés         | 14 | 6  | 13 | 5  | 7  | 5  | 10 | 13 | 13 | 10 | 12 | 17 | 16 | 12 | 14 | 17 | 16 | 18 | 18 | 17 | 18  | 15  | 18  | 17 | 16 | 17 | 17 | 18 | 17 | 18 | 17 | 16 | 16 | 15 | 14 | 14 | 16 | 16 | 16 | 15 | 15 | 14 |
| Ibiza            | 12 | 13 | 6  | 8  | 8  | 9  | 4  | 8  | 15 | 16 | 16 | 15 | 9  | 10 | 7  | 9  | 11 | 12 | 14 | 14 | 16  | 13  | 10  | 9  | 10 | 10 | 10 | 11 | 7  | 8  | 9  | 10 | 11 | 13 | 10 | 13 | 13 | 10 | 10 | 10 | 14 | 15 |
| Lugo             | 8  | 11 | 18 | 20 | 14 | 18 | 17 | 18 | 14 | 14 | 11 | 13 | 13 | 15 | 16 | 15 | 15 | 17 | 16 | 16 | 17* | 18* | 15* | 13 | 11 | 12 | 12 | 13 | 13 | 12 | 12 | 11 | 14 | 16 | 15 | 15 | 15 | 15 | 15 | 16 | 16 | 16 |
| Sporting         | 6  | 9  | 3  | 1  | 1  | 2  | 1  | 2  | 2  | 1  | 3  | 3  | 7  | 7  | 8  | 10 | 13 | 13 | 15 | 15 | 12  | 12  | 14  | 12 | 13 | 14 | 13 | 15 | 16 | 17 | 18 | 18 | 17 | 17 | 17 | 17 | 17 | 17 | 17 | 17 | 17 | 17 |
| Málaga           | 13 | 12 | 8  | 14 | 6  | 10 | 16 | 10 | 11 | 13 | 13 | 9  | 11 | 8  | 11 | 7  | 7  | 7  | 11 | 11 | 13  | 10  | 11  | 14 | 14 | 15 | 16 | 17 | 18 | 16 | 16 | 17 | 18 | 18 | 18 | 18 | 18 | 18 | 18 | 18 | 18 | 18 |
| Amorebieta       | 22 | 22 | 16 | 19 | 19 | 21 | 21 | 21 | 21 | 21 | 21 | 21 | 21 | 20 | 21 | 21 | 21 | 21 | 20 | 20 | 20  | 19  | 19  | 20 | 19 | 19 | 19 | 19 | 20 | 20 | 20 | 21 | 21 | 19 | 19 | 19 | 20 | 20 | 20 | 20 | 20 | 19 |
| R.Sociedad "B"   | 7  | 8  | 10 | 12 | 17 | 17 | 20 | 14 | 16 | 15 | 17 | 16 | 18 | 19 | 20 | 18 | 19 | 20 | 21 | 21 | 21  | 21  | 21  | 21 | 21 | 21 | 21 | 21 | 19 | 19 | 19 | 19 | 19 | 20 | 20 | 20 | 19 | 19 | 19 | 19 | 19 | 20 |
| Fuenlabrada      | 16 | 10 | 11 | 10 | 12 | 12 | 9  | 12 | 7  | 11 | 10 | 14 | 15 | 18 | 17 | 19 | 20 | 19 | 19 | 19 | 19  | 20  | 20  | 19 | 20 | 20 | 20 | 20 | 21 | 21 | 21 | 20 | 20 | 21 | 21 | 21 | 21 | 21 | 21 | 21 | 21 | 21 |
| Alcorcón         | 17 | 19 | 22 | 22 | 21 | 22 | 22 | 22 | 22 | 22 | 22 | 22 | 22 | 22 | 22 | 22 | 22 | 22 | 22 | 22 | 22  | 22  | 22  | 22 | 22 | 22 | 22 | 22 | 22 | 22 | 22 | 22 | 22 | 22 | 22 | 22 | 22 | 22 | 22 | 22 | 22 | 22 |

## Resultados
| S. D. Huesca       | 2 – 0 | S. D. Eibar           | El Alcoraz      | 13 de agosto | 20:00 | 2.944  | López Toca                  | 2 | 0 |
| Real Zaragoza      | 0 – 0 | U. D. Ibiza           | La Romareda     | 13 de agosto | 22:00 | 8.000  | Galech Apezteguía           | 4 | 0 |
| Real Sociedad "B"  | 1 – 0 | C. D. Leganés         | Reale Arena     | 14 de agosto | 17:00 | 2.597  | García Verdura              | 4 | 0 |
| Girona F. C.       | 2 – 0 | S. D. Amorebieta      | Montilivi       | 14 de agosto | 19:30 | 1.800  | Gálvez Rascón               | 4 | 0 |
| S. D. Ponferradina | 1 – 0 | A. D. Alcorcón        | El Toralín      | 14 de agosto | 22:00 | 2.743  | Iglesias Villanueva         | 4 | 1 |
| Sporting de Gijón  | 1 – 0 | Burgos C. F.          | El Molinón      | 15 de agosto | 17:00 | 10.170 | Sagués Oscoz                | 2 | 0 |
| Real Oviedo        | 2 – 2 | C. D. Lugo            | Carlos Tartiere | 15 de agosto | 19:30 | 5.769  | Quintero González           | 7 | 0 |
| C. F. Fuenlabrada  | 1 – 2 | C. D. Tenerife        | Fernando Torres | 15 de agosto | 22:00 | 1.184  | Ais Reig                    | 3 | 0 |
| U. D. Las Palmas   | 1 – 1 | Real Valladolid C. F. | Gran Canaria    | 15 de agosto | 22:00 | 7.100  | Arcediano Monescillo        | 6 | 1 |
| Málaga C. F.       | 0 – 0 | C. D. Mirandés        | La Rosaleda     | 16 de agosto | 20:00 | 6.519  | Pulido Santana              | 4 | 0 |
| F. C. Cartagena    | 1 – 3 | U. D. Almería         | Cartagonova     | 16 de agosto | 22:00 | 4.770  | Gorostegui Fernández-Ortega | 4 | 0 |

| Real Valladolid C. F. | 2 – 0 | Real Zaragoza      | José Zorrilla                       | 20 de agosto | 20:00 | 10.080 | Prieto Iglesias    | 7 | 0 |
| U. D. Almería         | 2 – 1 | Real Oviedo        | Estadio de los Juegos Mediterráneos | 20 de agosto | 22:00 | 4.097  | Hernández Maeso    | 4 | 0 |
| C. D. Lugo            | 0 – 0 | Real Sociedad "B"  | Anxo Carro                          | 21 de agosto | 17:00 | 2.500  | González Francés   | 2 | 0 |
| C. D. Tenerife        | 0 – 0 | Sporting de Gijón  | Heliodoro Rodríguez López           | 21 de agosto | 19:30 | 4.999  | Ávalos Barrera     | 1 | 0 |
| A. D. Alcorcón        | 0 – 2 | C. F. Fuenlabrada  | Santo Domingo                       | 21 de agosto | 22:00 | 2.000  | González Esteban   | 0 | 0 |
| U. D. Ibiza           | 2 – 2 | Málaga C. F.       | Can Misses                          | 22 de agosto | 17:00 | 2.487  | De la Fuente Ramos | 3 | 0 |
| S. D. Eibar           | 0 – 1 | S. D. Ponferradina | Municipal de Ipurúa                 | 22 de agosto | 19:30 | 820    | Moreno Aragón      | 5 | 1 |
| Girona F. C.          | 0 – 0 | U. D. Las Palmas   | Montilivi                           | 22 de agosto | 19:30 | 2.163  | Milla Alvendiz     | 9 | 0 |
| S. D. Huesca          | 2 – 0 | F. C. Cartagena    | El Alcoraz                          | 22 de agosto | 22:00 | 3.600  | Trujillo Suárez    | 3 | 0 |
| C. D. Mirandés        | 2 – 0 | S. D. Amorebieta   | Anduva                              | 23 de agosto | 20:00 | 2.054  | Caparrós Hernández | 2 | 0 |
| C. D. Leganés         | 0 – 0 | Burgos C. F.       | Butarque                            | 23 de agosto | 22:00 | 4.127  | Sánchez López      | 1 | 1 |

| U. D. Las Palmas   | 2 – 1 | S. D. Huesca          | Gran Canaria    | 27 de agosto | 20:00 | 9.840  | Iglesias Villanueva         | 3  | 0 |
| Málaga C. F.       | 1 – 0 | A. D. Alcorcón        | La Rosaleda     | 27 de agosto | 22:00 | 6.884  | Gorostegui Fernández-Ortega | 5  | 1 |
| Sporting de Gijón  | 2 – 1 | C. D. Mirandés        | El Molinón      | 28 de agosto | 17:00 | 10.240 | Arcediano Monescillo        | 5  | 0 |
| C. D. Leganés      | 1 – 2 | U. D. Ibiza           | Butarque        | 28 de agosto | 19:30 | 4.454  | Quintero González           | 1  | 0 |
| Real Oviedo        | 0 – 0 | C. D. Tenerife        | Carlos Tartiere | 28 de agosto | 19:30 | 6.381  | López Toca                  | 6  | 0 |
| S. D. Ponferradina | 2 – 1 | Girona F. C.          | El Toralín      | 28 de agosto | 22:00 | 3.397  | Pulido Santana              | 10 | 0 |
| S. D. Amorebieta   | 2 – 1 | U. D. Almería         | Lezama          | 29 de agosto | 17:00 | 500    | García Verdura              | 5  | 1 |
| C. D. Lugo         | 0 – 2 | Real Valladolid C. F. | Anxo Carro      | 29 de agosto | 19:30 | 1.856  | Sagués Oscoz                | 5  | 1 |
| Real Sociedad "B"  | 0 – 0 | C. F. Fuenlabrada     | Reale Arena     | 29 de agosto | 19:30 | 4.450  | Galech Apezteguía           | 3  | 0 |
| Burgos C. F.       | 0 – 1 | S. D. Eibar           | El Plantío      | 29 de agosto | 22:00 | 4.373  | Gálvez Rascón               | 1  | 0 |
| Real Zaragoza      | 0 – 1 | F. C. Cartagena       | La Romareda     | 30 de agosto | 22:00 | 10.704 | Ais Reig                    | 5  | 0 |

| Girona F. C.     | 1 – 2 | Sporting de Gijón     | Montilivi                           | 3 de septiembre | 21:00 | 2.141 | Trujillo Suárez    | 2  | 0 |
| S. D. Eibar      | 1 – 1 | C. D. Leganés         | Municipal de Ipurúa                 | 4 de septiembre | 16:00 | 1.685 | Milla Alvendiz     | 4  | 0 |
| F. C. Cartagena  | 1 – 0 | Real Sociedad "B"     | Cartagonova                         | 4 de septiembre | 18:15 | 5.108 | Caparrós Hernández | 1  | 0 |
| C. D. Tenerife   | 2 – 0 | S. D. Ponferradina    | Heliodoro Rodríguez López           | 4 de septiembre | 18:15 | 6.940 | Hernández Maeso    | 2  | 0 |
| U. D. Almería    | 2 – 0 | Málaga C. F.          | Estadio de los Juegos Mediterráneos | 4 de septiembre | 21:00 | 6.353 | González Esteban   | 6  | 1 |
| C.F. Fuenlabrada | 1 – 1 | C. D. Lugo            | Fernando Torres                     | 4 de septiembre | 21:00 | 1.719 | De la Fuente Ramos | 3  | 0 |
| Burgos C. F.     | 3 – 0 | Real Valladolid C. F. | El Plantío                          | 5 de septiembre | 16:00 | 5.567 | Moreno Aragón      | 8  | 0 |
| U. D. Ibiza      | 1 – 1 | S. D. Amorebieta      | Can Misses                          | 5 de septiembre | 16:00 | 3.119 | González Francés   | 0  | 0 |
| A. D. Alcorcón   | 1 – 2 | Real Zaragoza         | Santo Domingo                       | 5 de septiembre | 18:15 | 3.122 | Ávalos Barrera     | 4  | 0 |
| C. D. Mirandés   | 4 – 2 | U. D. Las Palmas      | Anduva                              | 5 de septiembre | 18:15 | 2.513 | Sánchez López      | 5  | 0 |
| S. D. Huesca     | 1 – 2 | Real Oviedo           | El Alcoraz                          | 6 de septiembre | 21:00 | 5.219 | Prieto Iglesias    | 10 | 0 |

| Sporting de Gijón     | 2 – 1 | C. D. Leganés   | El Molinón      | 10 de septiembre | 21:00 | 11.212 | Iglesias Villanueva  | 3 | 0 |
| S. D. Amorebieta      | 2 – 2 | Burgos C. F.    | Lezama          | 11 de septiembre | 16:00 | 832    | Quintero González    | 1 | 1 |
| Real Sociedad "B"     | 2 – 3 | S. D. Eibar     | Reale Arena     | 11 de septiembre | 16:00 | 6.266  | Pulido Santana       | 4 | 0 |
| U. D. Las Palmas      | 1 – 1 | U. D. Ibiza     | Gran Canaria    | 11 de septiembre | 18:15 | 11.726 | García Verdura       | 5 | 0 |
| C. D. Mirandés        | 1 – 3 | A. D. Alcorcón  | Anduva          | 11 de septiembre | 21:00 | 2.356  | Sagués Oscoz         | 8 | 0 |
| Real Oviedo           | 2 – 0 | F. C. Cartagena | Carlos Tartiere | 12 de septiembre | 14:00 | 6.823  | Galech Apezteguía    | 7 | 0 |
| Real Valladolid C. F. | 0 – 2 | C. D. Tenerife  | José Zorrilla   | 12 de septiembre | 16:00 | 13.699 | Gálvez Rascón        | 8 | 0 |
| S. D. Ponferradina    | 1 – 0 | U. D. Almería   | El Toralín      | 12 de septiembre | 18:15 | 3.935  | Arcediano Monescillo | 5 | 0 |
| C. F. Fuenlabrada     | 1 – 1 | Real Zaragoza   | Fernando Torres | 12 de septiembre | 20:30 | 2.240  | Gorostegui Fernández | 9 | 0 |
| Málaga C. F.          | 2 – 0 | Girona F. C.    | La Rosaleda     | 12 de septiembre | 21:30 | 11.108 | López Toca           | 8 | 1 |
| C. D. Lugo            | 3 – 2 | S. D. Huesca    | Anxo Carro      | 13 de septiembre | 21:00 | 1.909  | Ais Reig             | 2 | 0 |

| A. D. Alcorcón     | 0 – 4 | U. D. Almería         | Santo Domingo             | 17 de septiembre | 21:00 | 1.559  | González Francés     | 6  | 0 |
| U. D. Ibiza        | 1 – 1 | Real Oviedo           | Can Misses                | 18 de septiembre | 16:00 | 3.119  | Moreno Aragón        | 3  | 0 |
| C. D. Leganés      | 1 – 0 | S. D. Amorebieta      | Butarque                  | 18 de septiembre | 18:15 | 6.342  | Trujillo Suárez      | 0  | 0 |
| Real Zaragoza      | 1 – 1 | Real Sociedad "B"     | La Romareda               | 18 de septiembre | 18:15 | 14.726 | De la Fuente Ramos   | 12 | 0 |
| Girona F. C.       | 1 – 0 | Real Valladolid C. F. | Montilivi                 | 18 de septiembre | 20:30 | 3.534  | González Esteban     | 4  | 0 |
| F. C. Cartagena    | 2 – 1 | C. D. Lugo            | Cartagonova               | 18 de septiembre | 21:00 | 5.536  | Prieto Iglesias      | 5  | 0 |
| S. D. Huesca       | 0 – 0 | C. F. Fuenlabrada     | El Alcoraz                | 19 de septiembre | 14:00 | 5.183  | Arcediano Monescillo | 7  | 0 |
| S. D. Ponferradina | 4 – 0 | Málaga C. F.          | El Toralín                | 19 de septiembre | 16:00 | 3.993  | Sánchez López        | 5  | 1 |
| S. D. Eibar        | 3 – 2 | Sporting de Gijón     | Municipal de Ipurúa       | 19 de septiembre | 18:15 | 2.462  | Hernández Maeso      | 8  | 0 |
| C. D. Tenerife     | 1 – 2 | C. D. Mirandés        | Heliodoro Rodríguez López | 19 de septiembre | 18:15 | 9.939  | Milla Alvendiz       | 8  | 0 |
| Burgos C. F.       | 0 – 0 | U. D. Las Palmas      | El Plantío                | 20 de septiembre | 21:00 | 5.437  | Caparrós Hernández   | 3  | 0 |

| Real Sociedad "B"     | 0 – 2 | S. D. Huesca       | Reale Arena                         | 24 de septiembre | 20:00 | 3.171  | López Toca           | 5  | 0 |
| U. D. Almería         | 3 – 1 | C. D. Tenerife     | Estadio de los Juegos Mediterráneos | 24 de septiembre | 21:00 | 7.074  | Ávalos Barrera       | 5  | 0 |
| U. D. Ibiza           | 2 – 0 | Burgos C. F.       | Can Misses                          | 25 de septiembre | 16:00 | 3.742  | Gorostegui Fernández | 5  | 0 |
| S. D. Amorebieta      | 1 – 1 | S. D. Eibar        | Lezama                              | 25 de septiembre | 18:15 | 1.236  | Iglesias Villanueva  | 4  | 0 |
| U. D. Las Palmas      | 2 – 1 | S. D. Ponferradina | Gran Canaria                        | 25 de septiembre | 18:15 | 10.210 | Sagués Oscoz         | 5  | 0 |
| C. D. Mirandés        | 1 – 2 | C. D. Leganés      | Anduva                              | 26 de septiembre | 14:00 | 2.399  | Hernández Maeso      | 4  | 0 |
| Sporting de Gijón     | 2 – 1 | Málaga C. F.       | El Molinón                          | 26 de septiembre | 16:00 | 13.482 | Galech Apezteguía    | 10 | 1 |
| Real Oviedo           | 0 – 0 | Girona F. C.       | Carlos Tartiere                     | 26 de septiembre | 18:15 | 9.163  | Gálvez Rascón        | 5  | 1 |
| C. D. Lugo            | 1 – 1 | Real Zaragoza      | Anxo Carro                          | 26 de septiembre | 20:30 | 2.135  | García Verdura       | 2  | 0 |
| Real Valladolid C. F. | 2 – 0 | A. D. Alcorcón     | José Zorrilla                       | 26 de septiembre | 21:00 | 12.395 | Ais Reig             | 3  | 0 |
| C. F. Fuenlabrada     | 2 – 1 | F. C. Cartagena    | Fernando Torres                     | 27 de septiembre | 21:00 | 2.109  | Quintero González    | 14 | 0 |

| S. D. Ponferradina | 2 – 2 | Real Valladolid C. F. | El Toralín          | 1 de octubre | 21:00 | 4.979  | López Toca         | 5 | 1 |
| S. D. Amorebieta   | 1 – 1 | Sporting de Gijón     | Lezama              | 2 de octubre | 16:00 | 1.178  | Moreno Aragón      | 5 | 0 |
| S. D. Huesca       | 1 – 2 | C. D. Tenerife        | El Alcoraz          | 2 de octubre | 16:00 | 6.826  | González Esteban   | 6 | 0 |
| Real Zaragoza      | 0 – 0 | Real Oviedo           | La Romareda         | 2 de octubre | 18:15 | 16.889 | Milla Alvendiz     | 7 | 0 |
| A. D. Alcorcón     | 1 – 4 | Real Sociedad "B"     | Santo Domingo       | 2 de octubre | 21:00 | 1.357  | Sánchez López      | 5 | 0 |
| S. D. Eibar        | 3 – 1 | U. D. Ibiza           | Municipal de Ipurúa | 3 de octubre | 14:00 | 2.719  | Prieto Iglesias    | 0 | 0 |
| Málaga C. F.       | 1 – 0 | C. F. Fuenlabrada     | La Rosaleda         | 3 de octubre | 16:00 | 12.831 | González Francés   | 3 | 0 |
| Burgos C. F.       | 1 – 0 | C. D. Mirandés        | El Plantío          | 3 de octubre | 18:15 | 8.600  | Trujillo Suárez    | 2 | 0 |
| U. D. Las Palmas   | 4 – 1 | F. C. Cartagena       | Gran Canaria        | 3 de octubre | 18:15 | 11.873 | De la Fuente Ramos | 7 | 0 |
| C. D. Leganés      | 1 – 1 | C. D. Lugo            | Butarque            | 3 de octubre | 21:00 | 6.131  | Caparrós Hernández | 5 | 1 |
| Girona F. C.       | 1 – 2 | U. D. Almería         | Montilivi           | 4 de octubre | 21:00 | 4.904  | Pulido Santana     | 6 | 0 |

| Real Valladolid C. F. | 1 – 1 | Málaga C. F.       | José Zorrilla                       | 8 de octubre  | 21:00 | 14.408 | Iglesias Villanueva  | 7 | 0 |
| C. D. Lugo            | 1 – 0 | Girona F. C.       | Anxo Carro                          | 9 de octubre  | 16:00 | 2.685  | Gorostegui Fernández | 9 | 0 |
| C. D. Mirandés        | 3 – 3 | S. D. Eibar        | Anduva                              | 9 de octubre  | 16:00 | 2.953  | Arcediano Monescillo | 1 | 0 |
| U. D. Almería         | 1 – 1 | U. D. Las Palmas   | Estadio de los Juegos Mediterráneos | 9 de octubre  | 18:15 | 8.743  | Ais Reig             | 6 | 0 |
| Real Oviedo           | 1 – 1 | Sporting de Gijón  | Carlos Tartiere                     | 9 de octubre  | 21:00 | 21.056 | Ávalos Barrera       | 7 | 0 |
| Real Sociedad "B"     | 1 – 1 | S. D. Ponferradina | Municipal de Ipurúa                 | 10 de octubre | 14:00 | 972    | Quintero González    | 3 | 2 |
| F. C. Cartagena       | 5 – 1 | U. D. Ibiza        | Cartagonova                         | 10 de octubre | 16:00 | 6.210  | Gálvez Rascón        | 3 | 1 |
| A. D. Alcorcón        | 1 – 0 | Burgos C. F.       | Santo Domingo                       | 10 de octubre | 18:15 | 1.953  | Galech Apezteguía    | 4 | 0 |
| C. F. Fuenlabrada     | 2 – 1 | C. D. Leganés      | Fernando Torres                     | 10 de octubre | 18:15 | 3.244  | Sagués Oscoz         | 5 | 0 |
| C. D. Tenerife        | 2 – 1 | S. D. Amorebieta   | Heliodoro Rodríguez López           | 10 de octubre | 18:15 | 12.572 | García Verdura       | 7 | 0 |
| Real Zaragoza         | 0 – 0 | S. D. Huesca       | La Romareda                         | 11 de octubre | 21:00 | 25.307 | Hernández Maeso      | 5 | 0 |

| S. D. Eibar        | 1 – 0 | U. D. Almería         | Municipal de Ipurúa | 15 de octubre | 21:00 | 3.630  | López Toca         | 7 | 0 |
| S. D. Amorebieta   | 2 – 3 | F. C. Cartagena       | Lezama              | 16 de octubre | 16:00 | 878    | Pulido Santana     | 3 | 0 |
| Girona F. C.       | 1 – 3 | S. D. Huesca          | Montilivi           | 16 de octubre | 16:00 | 6.101  | Moreno Aragón      | 8 | 1 |
| U. D. Las Palmas   | 2 – 1 | C. D. Tenerife        | Gran Canaria        | 16 de octubre | 18:15 | 25.887 | Prieto Iglesias    | 8 | 0 |
| Málaga C. F.       | 1 – 1 | Real Zaragoza         | La Rosaleda         | 16 de octubre | 20:30 | 15.901 | González Esteban   | 7 | 0 |
| Sporting de Gijón  | 1 – 0 | A. D. Alcorcón        | El Molinón          | 16 de octubre | 21:00 | 14.146 | De la Fuente Ramos | 6 | 1 |
| U. D. Ibiza        | 0 – 2 | C. D. Mirandés        | Can Misses          | 17 de octubre | 14:00 | 3.217  | Caparrós Hernández | 6 | 0 |
| C. D. Leganés      | 0 – 2 | Real Valladolid C. F. | Butarque            | 17 de octubre | 16:00 | 7.436  | Milla Alvendiz     | 4 | 0 |
| Burgos C. F.       | 1 – 1 | C. D. Lugo            | El Plantío          | 17 de octubre | 18:15 | 6.352  | Sánchez López      | 6 | 0 |
| Real Sociedad "B"  | 1 – 1 | Real Oviedo           | Reale Arena         | 17 de octubre | 18:15 | 3.028  | González Francés   | 3 | 0 |
| S. D. Ponferradina | 0 – 0 | C. F. Fuenlabrada     | El Toralín          | 17 de octubre | 21:00 | 4.919  | Trujillo Suárez    | 5 | 0 |

| F. C. Cartagena       | 1 – 0 | Sporting de Gijón  | Cartagonova                         | 19 de octubre | 19:00 | 6.719  | Ais Reig             | 4  | 0 |
| S. D. Huesca          | 0 – 0 | Málaga C. F.       | El Alcoraz                          | 19 de octubre | 19:00 | 6.333  | Gálvez Rascón        | 8  | 0 |
| C. D. Tenerife        | 0 – 1 | S. D. Eibar        | Heliodoro Rodríguez López           | 19 de octubre | 21:00 | 9.348  | Galech Apezteguía    | 5  | 1 |
| C. F. Fuenlabrada     | 0 – 0 | S. D. Amorebieta   | Fernando Torres                     | 20 de octubre | 19:00 | 2.087  | Hernández Maeso      | 3  | 0 |
| Real Valladolid C. F. | 1 – 1 | U. D. Ibiza        | José Zorrilla                       | 20 de octubre | 19:00 | 12.991 | Sagués Oscoz         | 6  | 0 |
| A. D. Alcorcón        | 3 – 3 | C. D. Leganés      | Santo Domingo                       | 20 de octubre | 21:00 | 1.763  | Arcediano Monescillo | 6  | 0 |
| C. D. Lugo            | 2 – 0 | U. D. Las Palmas   | Anxo Carro                          | 20 de octubre | 21:00 | 2.110  | Ávalos Barrera       | 11 | 0 |
| U. D. Almería         | 3 – 1 | Real Sociedad "B"  | Estadio de los Juegos Mediterráneos | 21 de octubre | 18:45 | 7.697  | Iglesias Villanueva  | 0  | 0 |
| Real Zaragoza         | 1 – 1 | S. D. Ponferradina | La Romareda                         | 21 de octubre | 19:00 | 15.676 | Gorostegui Fernández | 8  | 0 |
| C. D. Mirandés        | 1 – 2 | Girona F. C.       | Anduva                              | 21 de octubre | 21:00 | 2.307  | Quintero González    | 6  | 0 |
| Real Oviedo           | 1 – 3 | Burgos C. F.       | Carlos Tartiere                     | 21 de octubre | 21:00 | 7.411  | García Verdura       | 1  | 0 |

| S. D. Eibar        | 2 – 1 | F. C. Cartagena       | Municipal de Ipurúa | 22 de octubre | 21:00 | 4.100  | Ávalos Barrera     | 4 | 1 |
| U. D. Ibiza        | 3 – 1 | C. F. Fuenlabrada     | Can Misses          | 23 de octubre | 16:00 | 3.419  | Sánchez López      | 8 | 0 |
| Sporting de Gijón  | 1 – 2 | Real Valladolid C. F. | El Molinón          | 23 de octubre | 18:15 | 16.541 | Pulido Santana     | 6 | 0 |
| Málaga C. F.       | 1 – 0 | C. D. Lugo            | La Rosaleda         | 23 de octubre | 20:30 | 14.980 | Moreno Aragón      | 3 | 0 |
| C. D. Leganés      | 1 – 2 | C. D. Tenerife        | Butarque            | 23 de octubre | 21:00 | 6.454  | de la Fuente Ramos | 3 | 0 |
| S. D. Amorebieta   | 1 – 2 | Real Sociedad "B"     | Lezama              | 24 de octubre | 14:00 | 996    | Trujillo Suárez    | 3 | 0 |
| C. D. Mirandés     | 1 – 4 | U. D. Almería         | Anduva              | 24 de octubre | 14:00 | 2.365  | González Esteban   | 5 | 0 |
| Burgos C. F.       | 3 – 1 | S. D. Huesca          | El Plantío          | 24 de octubre | 18:15 | 6.145  | Milla Alvendiz     | 4 | 0 |
| S. D. Ponferradina | 1 – 2 | Real Oviedo           | El Toralín          | 24 de octubre | 18:15 | 5.600  | Prieto Iglesias    | 2 | 0 |
| U. D. Las Palmas   | 3 – 0 | A. D. Alcorcón        | Gran Canaria        | 24 de octubre | 21:00 | 8.936  | Caparrós Hernández | 1 | 1 |
| Girona F. C.       | 1 – 1 | Real Zaragoza         | Montilivi           | 25 de octubre | 21:00 | 5.162  | González Francés   | 5 | 0 |

| U. D. Almería         | 1 – 0 | C. D. Leganés      | Estadio de los Juegos Mediterráneos | 29 de octubre  | 21:00 | 8.867  | Galech Apezteguía    | 2 | 1 |
| Real Sociedad "B"     | 0 – 1 | U. D. Las Palmas   | Reale Arena                         | 29 de octubre  | 21:00 | 2.320  | Arcediano Monescillo | 2 | 0 |
| S. D. Huesca          | 1 – 1 | S. D. Amorebieta   | El Alcoraz                          | 30 de octubre  | 16:00 | 6.106  | Quintero González    | 3 | 0 |
| C. D. Lugo            | 1 – 1 | Sporting de Gijón  | Anxo Carro                          | 30 de octubre  | 18:15 | 5.558  | Gálvez Rascón        | 6 | 0 |
| F. C. Cartagena       | 0 – 1 | S. D. Ponferradina | Cartagonova                         | 30 de octubre  | 21:00 | 6.242  | Iglesias Villanueva  | 0 | 0 |
| C. F. Fuenlabrada     | 1 – 2 | Girona F. C.       | Fernando Torres                     | 31 de octubre  | 14:00 | 1.627  | Gorostegui Fernández | 7 | 4 |
| Real Oviedo           | 2 – 1 | Málaga C. F.       | Carlos Tartiere                     | 31 de octubre  | 16:00 | 8.369  | Ais Reig             | 2 | 0 |
| Real Valladolid C. F. | 2 – 0 | S. D. Eibar        | José Zorrilla                       | 31 de octubre  | 18:15 | 13.322 | Hernández Maeso      | 2 | 0 |
| Real Zaragoza         | 1 – 1 | C. D. Mirandés     | La Romareda                         | 31 de octubre  | 20:30 | 13.920 | Sagués Oscoz         | 5 | 0 |
| A. D. Alcorcón        | 0 – 2 | U. D. Ibiza        | Santo Domingo                       | 1 de noviembre | 16:00 | 1.522  | García Verdura       | 3 | 0 |
| C. D. Tenerife        | 4 – 0 | Burgos C. F.       | Heliodoro Rodríguez López           | 1 de noviembre | 18:15 | 12.105 | López Toca           | 4 | 0 |

| S. D. Ponferradina | 1 – 1 | S. D. Huesca          | El Toralín          | 2 de noviembre | 19:00 | 3.524  | Ávalos Barrera     | 3 | 2 |
| Sporting de Gijón  | 0 – 1 | U. D. Almería         | El Molinón          | 2 de noviembre | 19:00 | 11.980 | Moreno Aragón      | 3 | 0 |
| C. D. Leganés      | 1 – 1 | F. C. Cartagena       | Butarque            | 2 de noviembre | 21:15 | 4.767  | Prieto Iglesias    | 5 | 0 |
| S. D. Amorebieta   | 4 – 1 | Real Valladolid C. F. | Lezama              | 3 de noviembre | 19:00 | 913    | Caparrós Hernández | 3 | 0 |
| C. D. Mirandés     | 3 – 2 | C. D. Lugo            | Anduva              | 3 de noviembre | 19:00 | 2.173  | González Francés   | 4 | 0 |
| S. D. Eibar        | 1 – 0 | Real Oviedo           | Municipal de Ipurúa | 3 de noviembre | 21:15 | 3.551  | Pulido Santana     | 1 | 0 |
| U. D. Las Palmas   | 2 – 1 | C. F. Fuenlabrada     | Gran Canaria        | 3 de noviembre | 21:15 | 8.714  | Milla Alvendiz     | 8 | 1 |
| Burgos C. F.       | 0 – 1 | Real Zaragoza         | El Plantío          | 4 de noviembre | 19:00 | 9.671  | Trujillo Suárez    | 5 | 0 |
| Girona F. C.       | 3 – 1 | A. D. Alcorcón        | Montilivi           | 4 de noviembre | 19:00 | 4.419  | Sánchez López      | 4 | 0 |
| U. D. Ibiza        | 0 – 0 | C. D. Tenerife        | Can Misses          | 4 de noviembre | 21:15 | 3.501  | González Esteban   | 2 | 0 |
| Málaga C. F.       | 2 – 1 | Real Sociedad "B"     | La Rosaleda         | 4 de noviembre | 21:15 | 12.130 | de la Fuente Ramos | 3 | 0 |

| S. D. Huesca          | 0 – 2 | C. D. Leganés      | El Alcoraz                          | 5 de noviembre | 21:00 | 5.504  | López Toca           | 8  | 0 |
| C. D. Lugo            | 1 – 2 | S. D. Ponferradina | Anxo Carro                          | 6 de noviembre | 16:00 | 2.828  | Quintero González    | 3  | 0 |
| Real Oviedo           | 1 – 1 | U. D. Las Palmas   | Carlos Tartiere                     | 6 de noviembre | 18:15 | 9.139  | Hernández Maeso      | 5  | 0 |
| Real Valladolid C. F. | 3 – 1 | C. D. Mirandés     | José Zorrilla                       | 6 de noviembre | 18:15 | 14.267 | Gálvez Rascón        | 4  | 0 |
| C. F. Fuenlabrada     | 0 – 0 | S. D. Eibar        | Fernando Torres                     | 6 de noviembre | 21:00 | 1.985  | García Verdura       | 3  | 0 |
| A. D. Alcorcón        | 2 – 2 | S. D. Amorebieta   | Santo Domingo                       | 7 de noviembre | 14:00 | 1.147  | Ais Reig             | 3  | 0 |
| Real Zaragoza         | 2 – 0 | Sporting de Gijón  | La Romareda                         | 7 de noviembre | 16:00 | 18.100 | Iglesias Villanueva  | 7  | 0 |
| U. D. Almería         | 2 – 0 | Burgos C. F.       | Estadio de los Juegos Mediterráneos | 7 de noviembre | 18:15 | 9.513  | Gorostegui Fernández | 10 | 0 |
| F. C. Cartagena       | 3 – 1 | Málaga C. F.       | Cartagonova                         | 7 de noviembre | 18:15 | 7.591  | Arcediano Monescillo | 7  | 0 |
| Real Sociedad "B"     | 0 – 1 | U. D. Ibiza        | Reale Arena                         | 7 de noviembre | 21:00 | 845    | Galech Apezteguía    | 2  | 1 |
| C. D. Tenerife        | 2 – 1 | Girona F. C.       | Heliodoro Rodríguez López           | 8 de noviembre | 21:00 | 10.121 | Sagués Oscoz         | 4  | 1 |

| Sporting de Gijón     | 0 – 1 | Real Sociedad "B"  | El Molinón          | 12 de noviembre | 21:00 | 12.452 | González Francés    | 3 | 0 |
| Real Valladolid C. F. | 3 – 0 | C. F. Fuenlabrada  | José Zorrilla       | 13 de noviembre | 16:00 | 14.105 | Ávalos Barrera      | 5 | 1 |
| S. D. Eibar           | 2 – 1 | A. D. Alcorcón     | Municipal de Ipurúa | 13 de noviembre | 18:15 | 4.613  | De la Fuente Ramos  | 4 | 0 |
| C. D. Mirandés        | 0 – 1 | S. D. Huesca       | Anduva              | 13 de noviembre | 18:15 | 2.700  | Pulido Santana      | 6 | 0 |
| U. D. Las Palmas      | 2 – 3 | Real Zaragoza      | Gran Canaria        | 13 de noviembre | 20:30 | 13.432 | Moreno Aragón       | 4 | 0 |
| S. D. Amorebieta      | 1 – 3 | C. D. Lugo         | Lezama              | 14 de noviembre | 14:00 | 815    | Milla Alvendiz      | 8 | 0 |
| Girona F. C.          | 2 – 0 | F. C. Cartagena    | Montilivi           | 14 de noviembre | 16:00 | 6.055  | Trujillo Suárez     | 4 | 0 |
| U. D. Ibiza           | 0 – 1 | U. D. Almería      | Can Misses          | 14 de noviembre | 16:00 | 4.937  | Prieto Iglesias     | 5 | 0 |
| Burgos C. F.          | 1 – 0 | S. D. Ponferradina | El Plantío          | 14 de noviembre | 18:15 | 7.495  | Caparrós Hernández  | 2 | 1 |
| C. D. Leganés         | 0 – 0 | Real Oviedo        | Butarque            | 14 de noviembre | 18:15 | 7.803  | Iglesias Villanueva | 4 | 0 |
| Málaga C. F.          | 1 – 0 | C. D. Tenerife     | La Rosaleda         | 15 de noviembre | 21:00 | 15.700 | Sánchez López       | 6 | 0 |

| C. F. Fuenlabrada  | 1 – 1 | C. D. Mirandés        | Fernando Torres                     | 19 de noviembre | 21:00 | 2.607  | Galech Apezteguía    | 8 | 1 |
| Real Oviedo        | 2 – 0 | S. D. Amorebieta      | Carlos Tartiere                     | 20 de noviembre | 16:00 | 8.473  | García Verdura       | 3 | 0 |
| Málaga C. F.       | 2 – 1 | U. D. Las Palmas      | La Rosaleda                         | 20 de noviembre | 18:15 | 22.128 | Prieto Iglesias      | 3 | 1 |
| U. D. Almería      | 3 – 1 | Real Valladolid C. F. | Estadio de los Juegos Mediterráneos | 20 de noviembre | 20:30 | 9.208  | Iglesias Villanueva  | 5 | 1 |
| F. C. Cartagena    | 1 – 0 | Burgos C. F.          | Cartagonova                         | 21 de noviembre | 14:00 | 5.476  | Sagués Oscoz         | 5 | 0 |
| C. D. Lugo         | 2 – 2 | S. D. Eibar           | Anxo Carro                          | 21 de noviembre | 16:00 | 2.709  | Ais Reig             | 4 | 1 |
| S. D. Huesca       | 0 – 0 | U. D. Ibiza           | El Alcoraz                          | 21 de noviembre | 18:15 | 6.164  | Gorostegui Fernández | 2 | 0 |
| C. D. Tenerife     | 1 – 0 | A. D. Alcorcón        | Heliodoro Rodríguez López           | 21 de noviembre | 18:15 | 11.810 | Quintero González    | 5 | 0 |
| S. D. Ponferradina | 4 – 1 | Sporting de Gijón     | El Toralín                          | 21 de noviembre | 20:30 | 6.250  | López Toca           | 4 | 0 |
| Real Sociedad "B"  | 1 – 2 | Girona F. C.          | Reale Arena                         | 22 de noviembre | 19:00 | 1.898  | Hernández Maeso      | 5 | 0 |
| Real Zaragoza      | 0 – 2 | C. D. Leganés         | La Romareda                         | 22 de noviembre | 21:00 | 8.000  | Arcediano Monescillo | 6 | 0 |

| A. D. Alcorcón        | 1 – 1 | C. D. Lugo         | Santo Domingo                       | 26 de noviembre | 21:00 | 1.042  | González Francés   | 7 | 0 |
| C. D. Mirandés        | 1 – 1 | Real Oviedo        | Anduva                              | 26 de noviembre | 21:00 | 2.208  | Sánchez López      | 3 | 0 |
| Burgos C. F.          | 3 – 0 | Málaga C. F.       | El Plantío                          | 27 de noviembre | 16:00 | 7.246  | Pulido Santana     | 1 | 0 |
| U. D. Almería         | 0 – 0 | S. D. Huesca       | Estadio de los Juegos Mediterráneos | 27 de noviembre | 18:15 | 9.486  | Gálvez Rascón      | 6 | 0 |
| Sporting de Gijón     | 1 – 1 | C. F. Fuenlabrada  | El Molinón                          | 27 de noviembre | 18:15 | 8.989  | Hernández Maeso    | 5 | 0 |
| Real Valladolid C. F. | 2 – 0 | F. C. Cartagena    | José Zorrilla                       | 27 de noviembre | 20:30 | 11.314 | Moreno Aragón      | 6 | 0 |
| C. D. Leganés         | 4 – 1 | U. D. Las Palmas   | Butarque                            | 28 de noviembre | 14:00 | 7.008  | Ávalos Barrera     | 5 | 0 |
| S. D. Amorebieta      | 1 – 1 | Real Zaragoza      | Lezama                              | 28 de noviembre | 16:00 | 1.250  | De la Fuente Ramos | 6 | 1 |
| U. D. Ibiza           | 0 – 1 | S. D. Ponferradina | Can Misses                          | 28 de noviembre | 16:00 | 3.971  | Milla Alvendiz     | 6 | 0 |
| C. D. Tenerife        | 2 – 0 | Real Sociedad "B"  | Heliodoro Rodríguez López           | 28 de noviembre | 18:15 | 9.850  | López Toca         | 6 | 0 |
| S. D. Eibar           | 4 – 2 | Girona F. C.       | Municipal de Ipurúa                 | 29 de noviembre | 21:00 | 3.200  | Caparrós Hernández | 4 | 1 |

| S. D. Huesca       | 3 – 2 | Real Valladolid C. F. | El Alcoraz      | 3 de diciembre | 21:00 | 4.218  | Ais Reig             | 3 | 0 |
| C. F. Fuenlabrada  | 1 – 1 | U. D. Almería         | Fernando Torres | 4 de diciembre | 18:15 | 2.052  | Pulido Santana       | 5 | 0 |
| S. D. Ponferradina | 2 – 1 | C. D. Mirandés        | El Toralín      | 5 de diciembre | 14:00 | 4.098  | Gorostegui Fernández | 2 | 0 |
| Málaga C. F.       | 1 – 2 | S. D. Amorebieta      | La Rosaleda     | 5 de diciembre | 16:00 | 18.980 | Trujillo Suárez      | 3 | 1 |
| C. D. Lugo         | 0 – 0 | U. D. Ibiza           | Anxo Carro      | 5 de diciembre | 18:15 | 2.360  | García Verdura       | 4 | 0 |
| Real Oviedo        | 3 – 1 | A. D. Alcorcón        | Carlos Tartiere | 5 de diciembre | 18:15 | 7.102  | Sagués Oscoz         | 3 | 0 |
| Real Sociedad "B"  | 0 – 1 | Burgos C. F.          | Reale Arena     | 5 de diciembre | 18:15 | 3.586  | Quintero González    | 3 | 0 |
| U. D. Las Palmas   | 1 – 0 | Sporting de Gijón     | Gran Canaria    | 5 de diciembre | 20:30 | 11.519 | Arcediano Monescillo | 7 | 0 |
| Real Zaragoza      | 1 – 0 | S. D. Eibar           | La Romareda     | 6 de diciembre | 16:00 | 16.019 | Iglesias Villanueva  | 2 | 0 |
| F. C. Cartagena    | 1 – 1 | C. D. Tenerife        | Cartagonova     | 6 de diciembre | 18:15 | 7.441  | Galech Apezteguía    | 4 | 1 |
| Girona F. C.       | 3 – 0 | C. D. Leganés         | Montilivi       | 6 de diciembre | 21:00 | 5.190  | Prieto Iglesias      | 5 | 0 |

| Sporting de Gijón     | 1 – 1 | S. D. Huesca       | El Molinón                          | 10 de diciembre | 21:00 | 9.680  | Trujillo Suárez    | 2 | 1 |
| Burgos C. F.          | 2 – 0 | C. F. Fuenlabrada  | El Plantío                          | 11 de diciembre | 16:00 | 8.107  | Sánchez López      | 8 | 1 |
| U. D. Ibiza           | 1 – 1 | Girona F. C.       | Can Misses                          | 11 de diciembre | 16:00 | 4.087  | De la Fuente Ramos | 7 | 0 |
| U. D. Almería         | 3 – 0 | Real Zaragoza      | Estadio de los Juegos Mediterráneos | 11 de diciembre | 18:15 | 9.258  | Hernández Maeso    | 2 | 0 |
| S. D. Eibar           | 2 – 2 | Málaga C. F.       | Municipal de Ipurúa                 | 11 de diciembre | 20:30 | 3.921  | Ávalos Barrera     | 3 | 0 |
| C. D. Tenerife        | 1 – 1 | C. D. Lugo         | Heliodoro Rodríguez López           | 11 de diciembre | 21:00 | 9.617  | Gálvez Rascón      | 7 | 0 |
| C. D. Leganés         | 1 – 1 | S. D. Ponferradina | Butarque                            | 12 de diciembre | 14:00 | 7.117  | González Francés   | 6 | 0 |
| Real Valladolid C. F. | 2 – 1 | Real Oviedo        | José Zorrilla                       | 12 de diciembre | 16:00 | 15.309 | López Toca         | 7 | 0 |
| A. D. Alcorcón        | 1 – 1 | F. C. Cartagena    | Santo Domingo                       | 12 de diciembre | 18:15 | 1.427  | Milla Alvendiz     | 5 | 0 |
| S. D. Amorebieta      | 1 – 1 | U. D. Las Palmas   | Lezama                              | 12 de diciembre | 18:15 | 1.097  | Moreno Aragón      | 2 | 0 |
| C. D. Mirandés        | 2 – 0 | Real Sociedad "B"  | Anduva                              | 13 de diciembre | 21:00 | 2.170  | Caparrós Hernández | 1 | 0 |

| Girona F. C.       | 3 – 1 | Burgos C. F.          | Montilivi       | 17 de diciembre | 21:00 | 6.378  | Ais Reig             | 3  | 0 |
| U. D. Ibiza        | 0 – 2 | Sporting de Gijón     | Can Misses      | 18 de diciembre | 16:00 | 3.789  | Galech Apezteguía    | 5  | 0 |
| Málaga C. F.       | 0 – 2 | C. D. Leganés         | La Rosaleda     | 18 de diciembre | 16:00 | 14.751 | Iglesias Villanueva  | 7  | 0 |
| U. D. Las Palmas   | 0 – 1 | S. D. Eibar           | Gran Canaria    | 18 de diciembre | 18:15 | 10.331 | Prieto Iglesias      | 11 | 0 |
| C. F. Fuenlabrada  | 0 – 0 | Real Oviedo           | Fernando Torres | 19 de diciembre | 14:00 | 2.127  | Gorostegui Fernández | 8  | 0 |
| S. D. Ponferradina | 1 – 1 | S. D. Amorebieta      | El Toralín      | 19 de diciembre | 16:00 | 4.432  | Arcediano Monescillo | 5  | 0 |
| Real Zaragoza      | 0 – 2 | C. D. Tenerife        | La Romareda     | 19 de diciembre | 16:00 | 15.283 | Quintero González    | 5  | 0 |
| F. C. Cartagena    | 3 – 0 | C. D. Mirandés        | Cartagonova     | 19 de diciembre | 18:15 | 5.631  | González Esteban     | 1  | 0 |
| S. D. Huesca       | 0 – 0 | A. D. Alcorcón        | El Alcoraz      | 19 de diciembre | 18:15 | 4.588  | García Verdura       | 2  | 0 |
| Real Sociedad "B"  | 0 – 2 | Real Valladolid C. F. | Reale Arena     | 19 de diciembre | 18:15 | 2.582  | Pulido Santana       | 3  | 0 |
| C. D. Lugo         | 2 – 1 | U. D. Almería         | Anxo Carro      | 19 de enero     | 21:00 | 1.445  | Sagués Oscoz         | 7  | 1 |

| Jornada 22            | Jornada 22 | Jornada 22         | Jornada 22                          | Jornada 22      | Jornada 22 | Jornada 22   | Jornada 22         | Jornada 22 | Jornada 22 | Jornada 22 |
| Local                 | Resultado  | Visitante          | Estadio                             | Fecha           | Hora       | Espectadores | Árbitro            | Amonestado | Expulsado  |            |
| --------------------- | ---------- | ------------------ | ----------------------------------- | --------------- | ---------- | ------------ | ------------------ | ---------- | ---------- | ---------- |
| Real Oviedo           | 2 – 0      | S. D. Ponferradina | Carlos Tartiere                     | 31 de diciembre | 14:00      | 9.652        | Gálvez Rascón      | 6          | 3          |            |
| Burgos C. F.          | 2 – 2      | S. D. Amorebieta   | El Plantío                          | 31 de diciembre | 16:00      | 10.277       | López Toca         | 0          | 0          |            |
| S. D. Eibar           | 3 – 2      | Real Sociedad "B"  | Municipal de Ipurúa                 | 31 de diciembre | 16:15      | 4.105        | De la Fuente Ramos | 4          | 0          |            |
| U. D. Almería         | 0 – 1      | F. C. Cartagena    | Estadio de los Juegos Mediterráneos | 2 de enero      | 14:00      | 7.058        | González Francés   | 5          | 1          |            |
| Real Valladolid C. F. | 1 – 0      | C. D. Leganés      | José Zorrilla                       | 2 de enero      | 14:00      | 11.700       | Trujillo Suárez    | 0          | 0          |            |
| Sporting de Gijón     | 1 – 1      | C. D. Lugo         | El Molinón                          | 2 de enero      | 16:00      | 12.462       | Ávalos Barrera     | 4          | 1          |            |
| S. D. Huesca          | 0 – 1      | Girona F. C.       | El Alcoraz                          | 2 de enero      | 18:15      | 4.995        | Moreno Aragón      | 4          | 0          |            |
| C. D. Mirandés        | 2 – 0      | Real Zaragoza      | Anduva                              | 2 de enero      | 18:15      | 3.076        | Milla Alvendiz     | 8          | 1          |            |
| C. F. Fuenlabrada     | 1 – 2      | U. D. Ibiza        | Fernando Torres                     | 2 de enero      | 21:00      | 2.037        | Caparrós Hernández | 3          | 0          |            |
| C. D. Tenerife        | 0 – 1      | U. D. Las Palmas   | Heliodoro Rodríguez López           | 2 de enero      | 21:30      | 10.751       | González Esteban   | 3          | 0          |            |
| A. D. Alcorcón        | 0 – 1      | Málaga C. F.       | Santo Domingo                       | 3 de enero      | 21:00      | 1.111        | Sánchez López      | 9          | 0          |            |

| Jornada 23            | Jornada 23 | Jornada 23        | Jornada 23      | Jornada 23  | Jornada 23 | Jornada 23   | Jornada 23           | Jornada 23 | Jornada 23 | Jornada 23 |
| Local                 | Resultado  | Visitante         | Estadio         | Fecha       | Hora       | Espectadores | Árbitro              | Amonestado | Expulsado  |            |
| --------------------- | ---------- | ----------------- | --------------- | ----------- | ---------- | ------------ | -------------------- | ---------- | ---------- | ---------- |
| S. D. Amorebieta      | 1 – 1      | C. D. Tenerife    | Lezama          | 7 de enero  | 21:00      | 764          | García Verdura       | 3          | 0          |            |
| F. C. Cartagena       | 0 – 3      | S. D. Huesca      | Cartagonova     | 8 de enero  | 16:00      | 6.596        | Prieto Iglesias      | 6          | 0          |            |
| U. D. Ibiza           | 6 – 2      | A. D. Alcorcón    | Can Misses      | 8 de enero  | 16:00      | 3.337        | Hernández Maeso      | 0          | 0          |            |
| Real Valladolid C. F. | 1 – 0      | Burgos C. F.      | José Zorrilla   | 8 de enero  | 18:15      | 15.566       | Iglesias Villanueva  | 2          | 0          |            |
| C. D. Leganés         | 1 – 1      | Real Sociedad "B" | Butarque        | 8 de enero  | 21:00      | 6.213        | Ais Reig             | 4          | 0          |            |
| Girona F. C.          | 2 – 1      | C. F. Fuenlabrada | Montilivi       | 9 de enero  | 14:00      | 5.163        | Quintero González    | 8          | 0          |            |
| C. D. Lugo            | 2 – 1      | C. D. Mirandés    | Anxo Carro      | 9 de enero  | 16:00      | 1.896        | Arcediano Monescillo | 5          | 0          |            |
| Málaga C. F.          | 2 – 2      | Sporting de Gijón | La Rosaleda     | 9 de enero  | 18:15      | 14.470       | Sagués Oscoz         | 11         | 0          |            |
| S. D. Ponferradina    | 0 – 0      | Real Zaragoza     | El Toralín      | 9 de enero  | 20:30      | 3.282        | Galech Apezteguía    | 4          | 0          |            |
| U. D. Las Palmas      | 1 – 1      | U. D. Almería     | Gran Canaria    | 9 de enero  | 21:30      | 13.946       | Gálvez Rascón        | 7          | 0          |            |
| Real Oviedo           | 1 – 1      | S. D. Eibar       | Carlos Tartiere | 10 de enero | 21:00      | 8.751        | Pulido Santana       | 4          | 0          |            |

| Jornada 24        | Jornada 24 | Jornada 24            | Jornada 24                          | Jornada 24  | Jornada 24 | Jornada 24   | Jornada 24           | Jornada 24 | Jornada 24 | Jornada 24 |
| Local             | Resultado  | Visitante             | Estadio                             | Fecha       | Hora       | Espectadores | Árbitro              | Amonestado | Expulsado  |            |
| ----------------- | ---------- | --------------------- | ----------------------------------- | ----------- | ---------- | ------------ | -------------------- | ---------- | ---------- | ---------- |
| C. D. Tenerife    | 4 – 0      | Real Oviedo           | Heliodoro Rodríguez López           | 21 de enero | 21:00      | 12.754       | De la Fuente Ramos   | 4          | 0          |            |
| Real Zaragoza     | 0 – 0      | Real Valladolid C. F. | La Romareda                         | 22 de enero | 16:00      | 14.795       | González Esteban     | 3          | 1          |            |
| C. F. Fuenlabrada | 3 – 2      | U. D. Las Palmas      | Fernando Torres                     | 22 de enero | 18:15      | 2.554        | Hernández Maeso      | 4          | 0          |            |
| Málaga C. F.      | 0 – 5      | U. D. Ibiza           | La Rosaleda                         | 22 de enero | 21:00      | 15.003       | González Francés     | 5          | 0          |            |
| Burgos C. F.      | 4 – 0      | C. D. Leganés         | El Plantío                          | 23 de enero | 14:00      | 8.362        | Ávalos Barrera       | 4          | 1          |            |
| Sporting de Gijón | 2 – 1      | S. D. Amorebieta      | El Molinón                          | 23 de enero | 16:00      | 15.034       | Sánchez López        | 5          | 0          |            |
| Girona F. C.      | 1 – 1      | C. D. Lugo            | Montilivi                           | 23 de enero | 18:15      | 5.580        | Gorostegui Fernández | 4          | 0          |            |
| S. D. Huesca      | 1 – 2      | S. D. Ponferradina    | El Alcoraz                          | 23 de enero | 18:15      | 5.109        | Caparrós Hernández   | 5          | 0          |            |
| A. D. Alcorcón    | 0 – 0      | C. D. Mirandés        | Santo Domingo                       | 23 de enero | 21:00      | 820          | López Toca           | 2          | 1          |            |
| U. D. Almería     | 0 – 2      | S. D. Eibar           | Estadio de los Juegos Mediterráneos | 24 de enero | 21:00      | 8.000        | Trujillo Suárez      | 4          | 0          |            |
| Real Sociedad "B" | 1 – 2      | F. C. Cartagena       | Reale Arena                         | 24 de enero | 21:00      | 3.654        | Moreno Aragón        | 2          | 0          |            |

| Jornada 25            | Jornada 25 | Jornada 25        | Jornada 25          | Jornada 25  | Jornada 25 | Jornada 25   | Jornada 25           | Jornada 25 | Jornada 25 | Jornada 25 |
| Local                 | Resultado  | Visitante         | Estadio             | Fecha       | Hora       | Espectadores | Árbitro              | Amonestado | Expulsado  |            |
| --------------------- | ---------- | ----------------- | ------------------- | ----------- | ---------- | ------------ | -------------------- | ---------- | ---------- | ---------- |
| Real Valladolid C. F. | 1 – 0      | Sporting de Gijón | José Zorrilla       | 28 de enero | 21:00      | 18.765       | Milla Alvendiz       | 3          | 0          |            |
| S. D. Amorebieta      | 1 – 0      | Girona F. C.      | Lezama              | 29 de enero | 16:00      | 954          | Prieto Iglesias      | 2          | 1          |            |
| S. D. Eibar           | 2 – 1      | S. D. Huesca      | Municipal de Ipurúa | 29 de enero | 18:15      | 5.121        | Arcediano Monescillo | 7          | 0          |            |
| C. D. Lugo            | 1 – 0      | Burgos C. F.      | Anxo Carro          | 29 de enero | 18:15      | 2.836        | González Esteban     | 2          | 0          |            |
| Real Oviedo           | 2 – 0      | U. D. Almería     | Carlos Tartiere     | 29 de enero | 21:00      | 10.543       | Iglesias Villanueva  | 5          | 0          |            |
| C. D. Leganés         | 1 – 0      | A. D. Alcorcón    | Butarque            | 30 de enero | 14:00      | 7.341        | Galech Apezteguía    | 8          | 0          |            |
| F. C. Cartagena       | 3 – 0      | C. F. Fuenlabrada | Cartagonova         | 30 de enero | 16:00      | 7.514        | Pulido Santana       | 6          | 1          |            |
| U. D. Las Palmas      | 0 – 0      | Real Sociedad "B" | Gran Canaria        | 30 de enero | 18:15      | 11.030       | Quintero González    | 5          | 0          |            |
| C. D. Mirandés        | 3 – 0      | Málaga C. F.      | Anduva              | 30 de enero | 18:15      | 2.567        | García Verdura       | 3          | 0          |            |
| S. D. Ponferradina    | 1 – 2      | C. D. Tenerife    | El Toralín          | 30 de enero | 21:00      | 3.963        | Sagués Oscoz         | 5          | 0          |            |
| U. D. Ibiza           | 2 – 2      | Real Zaragoza     | Can Misses          | 31 de enero | 21:00      | 4.678        | Ais Reig             | 6          | 0          |            |

| Jornada 26        | Jornada 26 | Jornada 26            | Jornada 26                          | Jornada 26   | Jornada 26 | Jornada 26   | Jornada 26           | Jornada 26 | Jornada 26 | Jornada 26 |
| Local             | Resultado  | Visitante             | Estadio                             | Fecha        | Hora       | Espectadores | Árbitro              | Amonestado | Expulsado  |            |
| ----------------- | ---------- | --------------------- | ----------------------------------- | ------------ | ---------- | ------------ | -------------------- | ---------- | ---------- | ---------- |
| U. D. Almería     | 2 – 0      | U. D. Ibiza           | Estadio de los Juegos Mediterráneos | 4 de febrero | 21:00      | 7.993        | Moreno Aragón        | 6          | 1          |            |
| Burgos C. F.      | 3 – 1      | A. D. Alcorcón        | El Plantío                          | 4 de febrero | 21:00      | 8.380        | González Francés     | 4          | 0          |            |
| Real Sociedad "B" | 1 – 1      | C. D. Lugo            | Reale Arena                         | 5 de febrero | 16:00      | 5.536        | Trujillo Suárez      | 4          | 0          |            |
| Real Zaragoza     | 1 – 1      | Málaga C. F.          | La Romareda                         | 5 de febrero | 18:15      | 16.178       | Hernández Maeso      | 3          | 0          |            |
| Girona F. C.      | 3 – 0      | S. D. Ponferradina    | Montilivi                           | 5 de febrero | 20:30      | 5.675        | Sánchez López        | 4          | 0          |            |
| Sporting de Gijón | 0 – 1      | S. D. Eibar           | El Molinón                          | 5 de febrero | 20:30      | 15.575       | López Toca           | 4          | 0          |            |
| S. D. Amorebieta  | 1 – 1      | Real Oviedo           | Lezama                              | 6 de febrero | 14:00      | 1.415        | Caparrós Hernández   | 4          | 0          |            |
| C. F. Fuenlabrada | 0 – 0      | Real Valladolid C. F. | Fernando Torres                     | 6 de febrero | 14:00      | 3.402        | Ávalos Barrera       | 9          | 0          |            |
| F. C. Cartagena   | 0 – 2      | U. D. Las Palmas      | Cartagonova                         | 6 de febrero | 18:15      | 9.382        | De la Fuente Ramos   | 6          | 0          |            |
| S. D. Huesca      | 4 – 0      | C. D. Mirandés        | El Alcoraz                          | 6 de febrero | 18:15      | 5.434        | Gálvez Rascón        | 3          | 0          |            |
| C. D. Tenerife    | 0 – 0      | C. D. Leganés         | Heliodoro Rodríguez López           | 6 de febrero | 21:00      | 11.040       | Gorostegui Fernández | 2          | 0          |            |

| Jornada 27            | Jornada 27 | Jornada 27        | Jornada 27          | Jornada 27    | Jornada 27 | Jornada 27   | Jornada 27           | Jornada 27 | Jornada 27 | Jornada 27 |
| Local                 | Resultado  | Visitante         | Estadio             | Fecha         | Hora       | Espectadores | Árbitro              | Amonestado | Expulsado  |            |
| --------------------- | ---------- | ----------------- | ------------------- | ------------- | ---------- | ------------ | -------------------- | ---------- | ---------- | ---------- |
| C. D. Leganés         | 2 – 1      | Real Zaragoza     | Butarque            | 11 de febrero | 21:00      | 8.244        | Arcediano Monescillo | 4          | 0          |            |
| C. D. Mirandés        | 0 – 3      | Sporting de Gijón | Anduva              | 12 de febrero | 16:00      | 2.795        | Prieto Iglesias      | 5          | 0          |            |
| U. D. Ibiza           | 2 – 1      | F. C. Cartagena   | Can Misses          | 12 de febrero | 18:15      | 4.418        | Quintero González    | 5          | 0          |            |
| Real Valladolid C. F. | 2 – 2      | Girona F. C.      | José Zorrilla       | 12 de febrero | 18:15      | 14.570       | Pulido Santana       | 3          | 0          |            |
| Málaga C. F.          | 0 – 1      | U. D. Almería     | La Rosaleda         | 12 de febrero | 20:30      | 17.267       | González Esteban     | 4          | 0          |            |
| S. D. Eibar           | 0 – 0      | C. F. Fuenlabrada | Municipal de Ipurúa | 13 de febrero | 14:00      | 4.633        | Iglesias Villanueva  | 2          | 0          |            |
| Real Oviedo           | 3 – 3      | S. D. Huesca      | Carlos Tartiere     | 13 de febrero | 16:00      | 10.608       | Galech Apezteguía    | 6          | 0          |            |
| A. D. Alcorcón        | 0 – 2      | C. D. Tenerife    | Santo Domingo       | 13 de febrero | 18:15      | 2.425        | Ais Reig             | 2          | 0          |            |
| C. D. Lugo            | 1 – 1      | S. D. Amorebieta  | Anxo Carro          | 13 de febrero | 18:15      | 2.262        | Milla Alvendiz       | 7          | 0          |            |
| U. D. Las Palmas      | 0 – 2      | Burgos C. F.      | Gran Canaria        | 13 de febrero | 21:00      | 9.803        | Sagués Oscoz         | 4          | 0          |            |
| S. D. Ponferradina    | 3 – 2      | Real Sociedad "B" | El Toralín          | 14 de febrero | 21:00      | 3.300        | García Verdura       | 3          | 0          |            |

| Jornada 28        | Jornada 28 | Jornada 28            | Jornada 28                          | Jornada 28    | Jornada 28 | Jornada 28   | Jornada 28           | Jornada 28 | Jornada 28 | Jornada 28 |
| Local             | Resultado  | Visitante             | Estadio                             | Fecha         | Hora       | Espectadores | Árbitro              | Amonestado | Expulsado  |            |
| ----------------- | ---------- | --------------------- | ----------------------------------- | ------------- | ---------- | ------------ | -------------------- | ---------- | ---------- | ---------- |
| F. C. Cartagena   | 2 – 3      | Real Valladolid C. F. | Cartagonova                         | 18 de febrero | 21:00      | 6.963        | Trujillo Suárez      | 4          | 0          |            |
| Real Zaragoza     | 2 – 1      | U. D. Las Palmas      | La Romareda                         | 19 de febrero | 16:00      | 14.898       | Caparrós Hernández   | 9          | 0          |            |
| Girona F. C.      | 0 – 1      | S. D. Eibar           | Montilivi                           | 19 de febrero | 18:15      | 6.511        | De la Fuente Ramos   | 5          | 1          |            |
| C. D. Tenerife    | 2 – 0      | U. D. Ibiza           | Heliodoro Rodríguez López           | 19 de febrero | 18:15      | 13.087       | Ávalos Barrera       | 3          | 0          |            |
| Real Sociedad "B" | 2 – 0      | Málaga C. F.          | Reale Arena                         | 19 de febrero | 21:00      | 4.661        | López Toca           | 7          | 0          |            |
| C. F. Fuenlabrada | 2 – 2      | A. D. Alcorcón        | Fernando Torres                     | 20 de febrero | 14:00      | 3.328        | Sánchez López        | 5          | 0          |            |
| Burgos C. F.      | 0 – 1      | Real Oviedo           | El Plantío                          | 20 de febrero | 16:00      | 9.935        | Gálvez Rascón        | 5          | 0          |            |
| S. D. Huesca      | 1 – 0      | C. D. Lugo            | El Alcoraz                          | 20 de febrero | 18:15      | 6.097        | Moreno Aragón        | 5          | 1          |            |
| Sporting de Gijón | 2 – 3      | S. D. Ponferradina    | El Molinón                          | 20 de febrero | 18:15      | 16.480       | Hernández Maeso      | 6          | 0          |            |
| U. D. Almería     | 2 – 1      | C. D. Mirandés        | Estadio de los Juegos Mediterráneos | 20 de febrero | 21:00      | 8.432        | Gorostegui Fernández | 5          | 0          |            |
| S. D. Amorebieta  | 1 – 3      | C. D. Leganés         | Lezama                              | 21 de febrero | 21:00      | 860          | González Francés     | 4          | 0          |            |

| Jornada 29            | Jornada 29 | Jornada 29         | Jornada 29                          | Jornada 29    | Jornada 29 | Jornada 29   | Jornada 29           | Jornada 29 | Jornada 29 | Jornada 29 |
| Local                 | Resultado  | Visitante          | Estadio                             | Fecha         | Hora       | Espectadores | Árbitro              | Amonestado | Expulsado  |            |
| --------------------- | ---------- | ------------------ | ----------------------------------- | ------------- | ---------- | ------------ | -------------------- | ---------- | ---------- | ---------- |
| U. D. Almería         | 3 – 1      | C. F. Fuenlabrada  | Estadio de los Juegos Mediterráneos | 25 de febrero | 21:00      | 8.509        | García Verdura       | 6          | 0          |            |
| U. D. Ibiza           | 2 – 1      | S. D. Huesca       | Can Misses                          | 26 de febrero | 16:00      | 4.263        | Sagués Oscoz         | 9          | 0          |            |
| C. D. Mirandés        | 2 – 1      | C. D. Tenerife     | Anduva                              | 26 de febrero | 16:00      | 2.652        | Arcediano Monescillo | 7          | 1          |            |
| Real Oviedo           | 0 – 1      | Real Sociedad "B"  | Carlos Tartiere                     | 26 de febrero | 18:15      | 10.486       | Milla Alvendiz       | 4          | 1          |            |
| U. D. Las Palmas      | 2 – 2      | C. D. Lugo         | Gran Canaria                        | 26 de febrero | 21:00      | 6.675        | Quintero González    | 5          | 0          |            |
| S. D. Eibar           | 2 – 0      | Burgos C. F.       | Municipal de Ipurúa                 | 27 de febrero | 14:00      | 5.135        | Pulido Santana       | 4          | 0          |            |
| Sporting de Gijón     | 1 – 2      | Real Zaragoza      | El Molinón                          | 27 de febrero | 16:00      | 15.470       | González Esteban     | 9          | 0          |            |
| C. D. Leganés         | 1 – 1      | Girona F. C.       | Butarque                            | 27 de febrero | 18:15      | 7.457        | Iglesias Villanueva  | 4          | 0          |            |
| Real Valladolid C. F. | 5 – 1      | S. D. Amorebieta   | José Zorrilla                       | 27 de febrero | 18:15      | 14.108       | Galech Apezteguía    | 4          | 0          |            |
| A. D. Alcorcón        | 2 – 2      | S. D. Ponferradina | Santo Domingo                       | 27 de febrero | 21:00      | 3.000        | Prieto Iglesias      | 4          | 0          |            |
| Málaga C. F.          | 1 – 1      | F. C. Cartagena    | La Rosaleda                         | 28 de febrero | 21:00      | 13.782       | Ais Reig             | 4          | 0          |            |

| Jornada 30         | Jornada 30 | Jornada 30            | Jornada 30                | Jornada 30 | Jornada 30 | Jornada 30   | Jornada 30           | Jornada 30 | Jornada 30 | Jornada 30 |
| Local              | Resultado  | Visitante             | Estadio                   | Fecha      | Hora       | Espectadores | Árbitro              | Amonestado | Expulsado  |            |
| ------------------ | ---------- | --------------------- | ------------------------- | ---------- | ---------- | ------------ | -------------------- | ---------- | ---------- | ---------- |
| Real Zaragoza      | 2 – 0      | U. D. Almería         | La Romareda               | 4 de marzo | 21:00      | 14.000       | Trujillo Suárez      | 1          | 0          |            |
| C. F. Fuenlabrada  | 1 – 2      | Burgos C. F.          | Fernando Torres           | 5 de marzo | 16:00      | 3.188        | Caparrós Hernández   | 8          | 0          |            |
| S. D. Huesca       | 0 – 0      | U. D. Las Palmas      | El Alcoraz                | 5 de marzo | 16:00      | 6.084        | Gorostegui Fernández | 4          | 0          |            |
| C. D. Tenerife     | 1 – 4      | Real Valladolid C. F. | Heliodoro Rodríguez López | 5 de marzo | 18:15      | 18.538       | Hernández Maeso      | 8          | 0          |            |
| C. D. Lugo         | 1 – 0      | A. D. Alcorcón        | Anxo Carro                | 6 de marzo | 14:00      | 1.861        | López Toca           | 2          | 0          |            |
| S. D. Ponferradina | 1 – 1      | U. D. Ibiza           | El Toralín                | 6 de marzo | 16:00      | 4.797        | Gálvez Rascón        | 3          | 0          |            |
| S. D. Amorebieta   | 1 – 2      | Málaga C. F.          | Lezama                    | 6 de marzo | 18:15      | 997          | Moreno Aragón        | 8          | 0          |            |
| F. C. Cartagena    | 4 – 1      | S. D. Eibar           | Cartagonova               | 6 de marzo | 18:15      | 5.097        | Ávalos Barrera       | 8          | 1          |            |
| C. D. Leganés      | 2 – 0      | C. D. Mirandés        | Butarque                  | 6 de marzo | 18:15      | 8.213        | Sánchez López        | 5          | 0          |            |
| Girona F. C.       | 2 – 1      | Real Oviedo           | Montilivi                 | 6 de marzo | 21:00      | 4.313        | González Esteban     | 4          | 0          |            |
| Real Sociedad "B"  | 2 – 1      | Sporting de Gijón     | Reale Arena               | 7 de marzo | 21:00      |              | De la Fuente Ramos   | 7          | 0          |            |

| Jornada 31        | Jornada 31 | Jornada 31            | Jornada 31                          | Jornada 31  | Jornada 31 | Jornada 31   | Jornada 31           | Jornada 31 | Jornada 31 | Jornada 31 |
| Local             | Resultado  | Visitante             | Estadio                             | Fecha       | Hora       | Espectadores | Árbitro              | Amonestado | Expulsado  |            |
| ----------------- | ---------- | --------------------- | ----------------------------------- | ----------- | ---------- | ------------ | -------------------- | ---------- | ---------- | ---------- |
| Real Zaragoza     | 2 – 1      | C. F. Fuenlabrada     | La Romareda                         | 11 de marzo | 21:00      | 16.317       | Prieto Iglesias      | 7          | 0          |            |
| U. D. Ibiza       | 1 – 1      | C. D. Leganés         | Can Misses                          | 12 de marzo | 16:00      | 4.326        | Trujillo Suárez      | 2          | 0          |            |
| C. D. Mirandés    | 2 – 1      | F. C. Cartagena       | Anduva                              | 12 de marzo | 16:00      | 2.784        | Sagués Oscoz         | 5          | 1          |            |
| U. D. Almería     | 3 – 3      | C. D. Lugo            | Estadio de los Juegos Mediterráneos | 12 de marzo | 18:15      | 10.053       | Pulido Santana       | 1          | 0          |            |
| U. D. Las Palmas  | 1 – 3      | Girona F. C.          | Gran Canaria                        | 12 de marzo | 18:15      |              | Arcediano Monescillo | 9          | 2          |            |
| Málaga C. F.      | 0 – 0      | S. D. Ponferradina    | La Rosaleda                         | 12 de marzo | 21:00      | 11.378       | García Verdura       | 4          | 0          |            |
| Burgos C. F.      | 0 – 0      | Real Sociedad "B"     | El Plantío                          | 13 de marzo | 14:00      |              | Quintero González    | 3          | 0          |            |
| S. D. Eibar       | 1 – 0      | S. D. Amorebieta      | Municipal de Ipurúa                 | 13 de marzo | 16:00      |              | Ais Reig             | 1          | 0          |            |
| Sporting de Gijón | 1 – 2      | C. D. Tenerife        | El Molinón                          | 13 de marzo | 16:00      |              | Milla Alvendiz       | 5          | 0          |            |
| A. D. Alcorcón    | 1 – 0      | S. D. Huesca          | Santo Domingo                       | 13 de marzo | 18:15      |              | González Francés     | 4          | 0          |            |
| Real Oviedo       | 3 – 0      | Real Valladolid C. F. | Carlos Tartiere                     | 13 de marzo | 18:15      |              | Iglesias Villanueva  | 5          | 1          |            |

| Jornada 32            | Jornada 32 | Jornada 32        | Jornada 32                | Jornada 32  | Jornada 32 | Jornada 32   | Jornada 32           | Jornada 32 | Jornada 32 | Jornada 32 |
| Local                 | Resultado  | Visitante         | Estadio                   | Fecha       | Hora       | Espectadores | Árbitro              | Amonestado | Expulsado  |            |
| --------------------- | ---------- | ----------------- | ------------------------- | ----------- | ---------- | ------------ | -------------------- | ---------- | ---------- | ---------- |
| S. D. Huesca          | 1 – 0      | Burgos C. F.      | El Alcoraz                | 18 de marzo | 21:00      | 4.395        | Hernández Maeso      | 5          | 0          |            |
| Real Sociedad "B"     | 1 – 3      | C. D. Mirandés    | Reale Arena               | 19 de marzo | 14:00      | 8.531        | Gálvez Rascón        | 9          | 0          |            |
| F. C. Cartagena       | 3 – 0      | Real Zaragoza     | Cartagonova               | 19 de marzo | 16:00      | 7.056        | López Toca           | 5          | 0          |            |
| C. F. Fuenlabrada     | 1 – 0      | Málaga C. F.      | Fernando Torres           | 19 de marzo | 16:00      |              | González Esteban     | 4          | 0          |            |
| C. D. Lugo            | 1 – 1      | Real Oviedo       | Anxo Carro                | 19 de marzo | 18:15      | 4.283        | Gorostegui Fernández | 3          | 0          |            |
| Real Valladolid C. F. | 0 – 1      | U. D. Las Palmas  | José Zorrilla             | 19 de marzo | 18:15      | 15.252       | Milla Alvendiz       | 5          | 0          |            |
| Girona F. C.          | 5 – 1      | U. D. Ibiza       | Montilivi                 | 19 de marzo | 21:00      | 4.827        | Galech Apezteguía    | 3          | 0          |            |
| S. D. Amorebieta      | 0 – 0      | A. D. Alcorcón    | Lezama                    | 20 de marzo | 14:00      |              | Sánchez López        | 3          | 1          |            |
| S. D. Ponferradina    | 2 – 2      | S. D. Eibar       | El Toralín                | 20 de marzo | 16:00      | 5.414        | Moreno Aragón        | 6          | 2          |            |
| C. D. Leganés         | 1 – 1      | Sporting de Gijón | Butarque                  | 20 de marzo | 18:15      | 8.189        | Caparrós Hernández   | 6          | 0          |            |
| C. D. Tenerife        | 0 – 1      | U. D. Almería     | Heliodoro Rodríguez López | 21 de marzo | 21:00      | 15.007       | De la Fuente Ramos   | 5          | 0          |            |

| Jornada 33        | Jornada 33 | Jornada 33            | Jornada 33                          | Jornada 33  | Jornada 33 | Jornada 33   | Jornada 33           | Jornada 33 | Jornada 33 | Jornada 33 |
| Local             | Resultado  | Visitante             | Estadio                             | Fecha       | Hora       | Espectadores | Árbitro              | Amonestado | Expulsado  |            |
| ----------------- | ---------- | --------------------- | ----------------------------------- | ----------- | ---------- | ------------ | -------------------- | ---------- | ---------- | ---------- |
| Real Zaragoza     | 1 – 1      | S. D. Amorebieta      | La Romareda                         | 25 de marzo | 21:00      | 15.556       | Ávalos Barrera       | 6          | 0          |            |
| U. D. Ibiza       | 2 – 2      | Real Sociedad "B"     | Can Misses                          | 26 de marzo | 14:00      |              | Arcediano Monescillo | 5          | 0          |            |
| S. D. Eibar       | 1 – 0      | C. D. Lugo            | Municipal de Ipurúa                 | 26 de marzo | 16:00      | 5.103        | García Verdura       | 7          | 0          |            |
| Sporting de Gijón | 4 – 1      | F. C. Cartagena       | El Plantío                          | 26 de marzo | 18:00      | 14.182       | Pulido Santana       | 4          | 0          |            |
| Real Oviedo       | 3 – 0      | C. F. Fuenlabrada     | Carlos Tartiere                     | 26 de marzo | 21:30      | 11.134       | González Francés     | 2          | 0          |            |
| C. D. Mirandés    | 3 – 1      | S. D. Ponferradina    | Anduva                              | 27 de marzo | 14:00      | 2.643        | Ais Reig             | 5          | 0          |            |
| Burgos C. F.      | 1 – 0      | C. D. Tenerife        | El Plantío                          | 27 de marzo | 16:00      | 8.898        | Prieto Iglesias      | 4          | 0          |            |
| A. D. Alcorcón    | 1 – 2      | Real Valladolid C. F. | Santo Domingo                       | 27 de marzo | 18:15      | 2.497        | Quintero González    | 3          | 0          |            |
| Málaga C. F.      | 0 – 2      | S. D. Huesca          | La Rosaleda                         | 27 de marzo | 18:15      | 15.537       | Trujillo Suárez      | 6          | 0          |            |
| U. D. Almería     | 0 – 1      | Girona F. C.          | Estadio de los Juegos Mediterráneos | 27 de marzo | 21:00      | 9.260        | Sagués Oscoz         | 8          | 1          |            |
| U. D. Las Palmas  | 4 – 2      | C. D. Leganés         | Gran Canaria                        | 28 de marzo | 21:00      | 6.961        | Iglesias Villanueva  | 8          | 0          |            |

| Jornada 34            | Jornada 34                                                                                              | Jornada 34        | Jornada 34                | Jornada 34 | Jornada 34 | Jornada 34   | Jornada 34           | Jornada 34 | Jornada 34 | Jornada 34 |
| Local                 | Resultado                                                                                               | Visitante         | Estadio                   | Fecha      | Hora       | Espectadores | Árbitro              | Amonestado | Expulsado  |            |
| --------------------- | --- | ----------------- | ------------------------- | ---------- | ---------- | ------------ | -------------------- | ---------- | ---------- | ---------- |
| Girona F. C.          | 1 – 0                                                                                                   | Málaga C. F.      | Montilivi                 | 1 de abril | 21:00      | 5.863        | Caparrós Hernández   | 7          | 0          |            |
| Real Sociedad "B"     | 2 – 4                                                                                                   | A. D. Alcorcón    | Reale Arena               | 2 de abril | 16:00      | 6.866        | Milla Alvendiz       | 4          | 2          |            |
| Real Valladolid C. F. | 4 – 1                                                                                                   | C. D. Lugo        | José Zorrilla             | 2 de abril | 16:00      | 13.516       | González Esteban     | 8          | 0          |            |
| S. D. Amorebieta      | 3 – 1                                                                                                   | U. D. Ibiza       | Lezama                    | 2 de abril | 18:15      | 902          | Hernández Maeso      | 3          | 1          |            |
| C. D. Tenerife        | 1 – 1                                                                                                   | Real Zaragoza     | Heliodoro Rodríguez López | 2 de abril | 20:30      | 12.050       | Gálvez Rascón        | 2          | 0          |            |
| F. C. Cartagena       | 1 – 2                                                                                                   | Real Oviedo       | Cartagonova               | 3 de abril | 14:00      | 7.181        | Moreno Aragón        | 10         | 3          |            |
| Burgos C. F.          | 0 – 0                                                                                                   | Sporting de Gijón | El Plantío                | 3 de abril | 16:00      | 7.246        | Sánchez López        | 5          | 0          |            |
| S. D. Ponferradina    | 1 – 2                                                                                                   | U. D. Las Palmas  | El Toralín                | 3 de abril | 16:00      | 5.475        | Gorostegui Fernández | 5          | 1          |            |
| S. D. Eibar           | 1 – 1                                                                                                   | C. D. Mirandés    | Municipal de Ipurúa       | 3 de abril | 18:15      | 6.023        | Galech Apezteguía    | 2          | 0          |            |
| S. D. Huesca          | 1 – 1                                                                                                   | U. D. Almería     | El Alcoraz                | 3 de abril | 18:15      | 5.832        | López Toca           | 4          | 2          |            |
| C. D. Leganés         | 3 – 2 (enlace roto disponible en Internet Archive; véase el historial, la primera versión y la última). | C. F. Fuenlabrada | Butarque                  | 4 de abril | 21:00      | 6.898        | De la Fuente Ramos   | 8          | 0          |            |

| Jornada 35        | Jornada 35 | Jornada 35            | Jornada 35                          | Jornada 35  | Jornada 35 | Jornada 35   | Jornada 35           | Jornada 35 | Jornada 35 | Jornada 35 |
| Local             | Resultado  | Visitante             | Estadio                             | Fecha       | Hora       | Espectadores | Árbitro              | Amonestado | Expulsado  |            |
| ----------------- | ---------- | --------------------- | ----------------------------------- | ----------- | ---------- | ------------ | -------------------- | ---------- | ---------- | ---------- |
| C. D. Lugo        | 1 – 0      | F. C. Cartagena       | Anxo Carro                          | 8 de abril  | 21:00      |              | Prieto Iglesias      | 3          | 0          |            |
| Real Sociedad "B" | 1 – 2      | C. D. Tenerife        | Reale Arena                         | 9 de abril  | 16:00      | 4.941        | Ávalos Barrera       | 2          | 0          |            |
| A. D. Alcorcón    | 1 – 1      | Sporting de Gijón     | Santo Domingo                       | 9 de abril  | 18:15      |              | Sagués Oscoz         | 3          | 0          |            |
| Málaga C. F.      | 2 – 2      | Real Valladolid C. F. | La Rosaleda                         | 9 de abril  | 18:15      | 18.004       | Pulido Santana       | 7          | 0          |            |
| U. D. Las Palmas  | 1 – 0      | S. D. Amorebieta      | Gran Canaria                        | 9 de abril  | 21:00      | 12.825       | García Verdura       | 5          | 0          |            |
| C. F. Fuenlabrada | 2 – 3      | S. D. Huesca          | Fernando Torres                     | 10 de abril | 14:00      | 2.354        | Quintero González    | 5          | 0          |            |
| Real Zaragoza     | 1 – 0      | Girona F. C.          | La Romareda                         | 10 de abril | 16:00      | 17.957       | Iglesias Villanueva  | 4          | 0          |            |
| U. D. Ibiza       | 2 – 0      | S. D. Eibar           | Can Misses                          | 10 de abril | 18:15      | 5.012        | Ais Reig             | 5          | 0          |            |
| C. D. Mirandés    | 3 – 1      | Burgos C. F.          | Anduva                              | 10 de abril | 18:15      | 4.924        | González Francés     | 4          | 0          |            |
| Real Oviedo       | 1 – 0      | C. D. Leganés         | Carlos Tartiere                     | 10 de abril | 18:15      | 15.510       | Arcediano Monescillo | 7          | 0          |            |
| U. D. Almería     | 3 – 0      | S. D. Ponferradina    | Estadio de los Juegos Mediterráneos | 11 de abril | 21:00      | 9.836        | Trujillo Suárez      | 0          | 0          |            |

| Jornada 36            | Jornada 36 | Jornada 36        | Jornada 36                | Jornada 36  | Jornada 36 | Jornada 36   | Jornada 36           | Jornada 36 | Jornada 36 | Jornada 36 |
| Local                 | Resultado  | Visitante         | Estadio                   | Fecha       | Hora       | Espectadores | Árbitro              | Amonestado | Expulsado  |            |
| --------------------- | ---------- | ----------------- | ------------------------- | ----------- | ---------- | ------------ | -------------------- | ---------- | ---------- | ---------- |
| S. D. Eibar           | 2 – 2      | U. D. Las Palmas  | Municipal de Ipurúa       | 15 de abril | 18:30      | 4.110        | López Toca           | 5          | 0          |            |
| S. D. Amorebieta      | 1 – 0      | C. D. Mirandés    | Lezama                    | 15 de abril | 21:00      | 1.291        | Gálvez Rascón        | 8          | 0          |            |
| C. D. Leganés         | 0 – 3      | Málaga C. F.      | Butarque                  | 16 de abril | 16:00      | 5.169        | Gorostegui Fernández | 5          | 0          |            |
| Real Valladolid C. F. | 2 – 2      | U. D. Almería     | José Zorrilla             | 16 de abril | 18:15      | 19.608       | Hernández Maeso      | 8          | 0          |            |
| Sporting de Gijón     | 0 – 1      | Real Oviedo       | El Molinón                | 16 de abril | 20:30      | 23.470       | Trujillo Suárez      | 7          | 0          |            |
| F. C. Cartagena       | 3 – 1      | A. D. Alcorcón    | Cartagonova               | 16 de abril | 21:00      | 6.801        | Galech Apezteguía    | 1          | 0          |            |
| S. D. Ponferradina    | 3 – 1      | C. D. Lugo        | El Toralín                | 17 de abril | 14:00      |              | Sánchez López        | 3          | 0          |            |
| Burgos C. F.          | 2 – 1      | U. D. Ibiza       | El Plantío                | 17 de abril | 16:00      | 8.624        | Arcediano Monescillo | 4          | 0          |            |
| S. D. Huesca          | 1 – 1      | Real Zaragoza     | El Alcoraz                | 17 de abril | 18:15      | 8.143        | González Esteban     | 5          | 0          |            |
| C. D. Tenerife        | 3 – 1      | C. F. Fuenlabrada | Heliodoro Rodríguez López | 17 de abril | 18:15      | 11.750       | Caparrós Hernández   | 5          | 1          |            |
| Girona F. C.          | 2 – 0      | Real Sociedad "B" | Montilivi                 | 18 de abril | 19:00      | 7.432        | De la Fuente Ramos   | 5          | 0          |            |

| Jornada 37        | Jornada 37 | Jornada 37            | Jornada 37                          | Jornada 37  | Jornada 37 | Jornada 37   | Jornada 37          | Jornada 37 | Jornada 37 | Jornada 37 |
| Local             | Resultado  | Visitante             | Estadio                             | Fecha       | Hora       | Espectadores | Árbitro             | Amonestado | Expulsado  |            |
| ----------------- | ---------- | --------------------- | ----------------------------------- | ----------- | ---------- | ------------ | ------------------- | ---------- | ---------- | ---------- |
| C. D. Tenerife    | 0 – 0      | S. D. Huesca          | Heliodoro Rodríguez López           | 22 de abril | 21:00      | 11.896       | García Verdura      | 8          | 0          |            |
| Real Sociedad "B" | 2 – 1      | S. D. Amorebieta      | Reale Arena                         | 23 de abril | 14:00      | 3.038        | González Francés    | 4          | 0          |            |
| F. C. Cartagena   | 3 – 0      | Girona F. C.          | Cartagonova                         | 23 de abril | 16:15      | 3.306        | Milla Alvendiz      | 4          | 0          |            |
| C. F. Fuenlabrada | 2 – 3      | S. D. Ponferradina    | Fernando Torres                     | 23 de abril | 16:15      | 2.119        | Ávalos Barrera      | 6          | 1          |            |
| Málaga C. F.      | 1 – 3      | S. D. Eibar           | La Rosaleda                         | 23 de abril | 18:30      | 17.667       | Iglesias Villanueva | 10         | 2          |            |
| A. D. Alcorcón    | 1 – 2      | Real Oviedo           | Santo Domingo                       | 24 de abril | 14:00      | 2.534        | Ais Reig            | 4          | 1          |            |
| U. D. Ibiza       | 1 – 1      | U. D. Las Palmas      | Can Misses                          | 24 de abril | 16:15      | 4.238        | Sagués Oscoz        | 7          | 0          |            |
| C. D. Mirandés    | 0 – 1      | Real Valladolid C. F. | Anduva                              | 24 de abril | 16:15      | 4.140        | Moreno Aragón       | 7          | 1          |            |
| C. D. Lugo        | 0 – 0      | C. D. Leganés         | Anxo Carro                          | 24 de abril | 18:30      | 2.261        | Quintero González   | 5          | 0          |            |
| Real Zaragoza     | 0 – 0      | Burgos C. F.          | La Romareda                         | 24 de abril | 18:30      | 17.987       | López Toca          | 5          | 0          |            |
| U. D. Almería     | 1 – 0      | Sporting de Gijón     | Estadio de los Juegos Mediterráneos | 25 de abril | 21:00      |              | González Esteban    | 3          | 0          |            |

| Jornada 38            | Jornada 38 | Jornada 38        | Jornada 38          | Jornada 38  | Jornada 38 | Jornada 38   | Jornada 38           | Jornada 38 | Jornada 38 | Jornada 38 |
| Local                 | Resultado  | Visitante         | Estadio             | Fecha       | Hora       | Espectadores | Árbitro              | Amonestado | Expulsado  |            |
| --------------------- | ---------- | ----------------- | ------------------- | ----------- | ---------- | ------------ | -------------------- | ---------- | ---------- | ---------- |
| U. D. Las Palmas      | 2 – 1      | Málaga C. F.      | Gran Canaria        | 29 de abril | 22:00      | 10.644       | De la Fuente Ramos   | 2          | 1          |            |
| Real Oviedo           | 3 – 0      | C. D. Mirandés    | Carlos Tartiere     | 30 de abril | 16:00      | 15.108       | Caparrós Hernández   | 2          | 0          |            |
| S. D. Eibar           | 2 – 0      | Real Zaragoza     | Municipal de Ipurúa | 30 de abril | 18:15      | 5.973        | Trujillo Suárez      | 2          | 0          |            |
| Burgos C. F.          | 0 – 2      | U. D. Almería     | El Plantío          | 30 de abril | 20:30      | 8.479        | Pulido Santana       | 4          | 0          |            |
| S. D. Amorebieta      | 2 – 1      | C. F. Fuenlabrada | Lezama              | 1 de mayo   | 14:00      | 1.066        | Galech Apezteguía    | 5          | 0          |            |
| A. D. Alcorcón        | 0 – 1      | Girona F. C.      | Santo Domingo       | 1 de mayo   | 16:00      | 951          | Gorostegui Fernández | 7          | 0          |            |
| Sporting de Gijón     | 0 – 1      | U. D. Ibiza       | El Molinón          | 1 de mayo   | 16:00      |              | Prieto Iglesias      | 2          | 1          |            |
| C. D. Lugo            | 0 – 2      | C. D. Tenerife    | Anxo Carro          | 1 de mayo   | 18:15      | 2.580        | Hernández Maeso      | 0          | 0          |            |
| S. D. Ponferradina    | 4 – 2      | F. C. Cartagena   | El Toralín          | 1 de mayo   | 18:15      | 5.658        | Arcediano Monescillo | 6          | 0          |            |
| C. D. Leganés         | 2 – 1      | S. D. Huesca      | Butarque            | 2 de mayo   | 18:30      | 4.416        | Sánchez López        | 5          | 0          |            |
| Real Valladolid C. F. | 1 – 2      | Real Sociedad "B" | José Zorrilla       | 2 de mayo   | 21:00      |              | Gálvez Rascón        | 4          | 0          |            |

| Jornada 39         | Jornada 39 | Jornada 39            | Jornada 39                          | Jornada 39 | Jornada 39 | Jornada 39   | Jornada 39          | Jornada 39 | Jornada 39 | Jornada 39 |
| Local              | Resultado  | Visitante             | Estadio                             | Fecha      | Hora       | Espectadores | Árbitro             | Amonestado | Expulsado  |            |
| ------------------ | ---------- | --------------------- | ----------------------------------- | ---------- | ---------- | ------------ | ------------------- | ---------- | ---------- | ---------- |
| U. D. Las Palmas   | 1 – 0      | C. D. Mirandés        | Gran Canaria                        | 6 de mayo  | 21:00      | 11.299       | Quintero González   | 7          | 0          |            |
| C. F. Fuenlabrada  | 1 – 2      | Real Sociedad "B"     | Fernando Torres                     | 7 de mayo  | 16:00      | 1.230        | López Toca          | 7          | 0          |            |
| S. D. Huesca       | 1 – 1      | Sporting de Gijón     | El Alcoraz                          | 7 de mayo  | 16:00      | 4.740        | González Francés    | 1          | 0          |            |
| U. D. Almería      | 3 – 0      | S. D. Amorebieta      | Estadio de los Juegos Mediterráneos | 7 de mayo  | 18:15      |              | Iglesias Villanueva | 3          | 0          |            |
| Málaga C. F.       | 0 – 0      | Real Oviedo           | La Rosaleda                         | 7 de mayo  | 18:15      |              | Ávalos Barrera      | 3          | 0          |            |
| S. D. Ponferradina | 3 – 1      | Burgos C. F.          | El Toralín                          | 7 de mayo  | 21:00      | 5.651        | Galech Apezteguía   | 3          | 0          |            |
| F. C. Cartagena    | 0 – 0      | C. D. Leganés         | Cartagonova                         | 8 de mayo  | 14:00      |              | Ais Reig            | 2          | 0          |            |
| S. D. Eibar        | 0 – 2      | Real Valladolid C. F. | Municipal de Ipurúa                 | 8 de mayo  | 16:00      | 7.237        | Milla Alvendiz      | 7          | 0          |            |
| U. D. Ibiza        | 1 – 1      | C. D. Lugo            | Can Misses                          | 8 de mayo  | 18:15      |              | García Verdura      | 1          | 0          |            |
| Real Zaragoza      | 0 – 3      | A. D. Alcorcón        | La Romareda                         | 8 de mayo  | 18:15      | 13.125       | Sagués Oscoz        | 8          | 0          |            |
| Girona F. C.       | 0 – 1      | C. D. Tenerife        | Montilivi                           | 9 de mayo  | 21:00      | 6.587        | González Esteban    | 6          | 1          |            |

| Jornada 40            | Jornada 40 | Jornada 40         | Jornada 40                | Jornada 40 | Jornada 40 | Jornada 40   | Jornada 40           | Jornada 40 | Jornada 40 | Jornada 40 |
| Local                 | Resultado  | Visitante          | Estadio                   | Fecha      | Hora       | Espectadores | Árbitro              | Amonestado | Expulsado  |            |
| --------------------- | ---------- | ------------------ | ------------------------- | ---------- | ---------- | ------------ | -------------------- | ---------- | ---------- | ---------- |
| Real Sociedad "B"     | 0 – 2      | U. D. Almería      | Reale Arena               | 13 de mayo | 21:00      | 8.140        | Caparrós Hernández   | 7          | 0          |            |
| S. D. Amorebieta      | 1 – 0      | S. D. Huesca       | Lezama                    | 14 de mayo | 14:00      | 1.007        | Arcediano Monescillo | 6          | 1          |            |
| Burgos C. F.          | 1 – 1      | F. C. Cartagena    | El Plantío                | 14 de mayo | 16:00      | 7.926        | Gálvez Rascón        | 4          | 0          |            |
| C. D. Lugo            | 1 – 3      | C. F. Fuenlabrada  | Anxo Carro                | 14 de mayo | 16:00      | 1.639        | Gorostegui Fernández | 6          | 0          |            |
| Real Valladolid C. F. | 2 – 0      | S. D. Ponferradina | José Zorrilla             | 14 de mayo | 18:15      | 20.213       | Trujillo Suárez      | 2          | 0          |            |
| C. D. Leganés         | 2 – 3      | S. D. Eibar        | Butarque                  | 14 de mayo | 21:00      | 5.752        | Hernández Maeso      | 7          | 0          |            |
| A. D. Alcorcón        | 0 – 2      | U. D. Las Palmas   | Santo Domingo             | 15 de mayo | 14:00      | 1.557        | Galech Apezteguía    | 2          | 0          |            |
| C. D. Mirandés        | 4 – 0      | U. D. Ibiza        | Anduva                    | 15 de mayo | 16:00      | 2.568        | Sánchez López        | 6          | 0          |            |
| Sporting de Gijón     | 2 – 1      | Girona F. C.       | El Molinón                | 15 de mayo | 16:00      | 21.369       | Pulido Santana       | 2          | 0          |            |
| C. D. Tenerife        | 0 – 2      | Málaga C. F.       | Heliodoro Rodríguez López | 15 de mayo | 21:00      | 14.636       | Prieto Iglesias      | 8          | 0          |            |
| Real Oviedo           | 3 – 3      | Real Zaragoza      | Carlos Tartiere           | 16 de mayo | 21:00      | 13.529       | De la Fuente Ramos   | 6          | 0          |            |

| Jornada 41         | Jornada 41 | Jornada 41            | Jornada 41                          | Jornada 41 | Jornada 41 | Jornada 41   | Jornada 41          | Jornada 41 | Jornada 41 | Jornada 41 |
| Local              | Resultado  | Visitante             | Estadio                             | Fecha      | Hora       | Espectadores | Árbitro             | Amonestado | Expulsado  |            |
| ------------------ | ---------- | --------------------- | ----------------------------------- | ---------- | ---------- | ------------ | ------------------- | ---------- | ---------- | ---------- |
| Real Zaragoza      | 1 – 0      | C. D. Lugo            | La Romareda                         | 20 de mayo | 21:00      | 10.256       | Moreno Aragón       | 4          | 1          |            |
| F. C. Cartagena    | 5 – 0      | S. D. Amorebieta      | Cartagonova                         | 21 de mayo | 20:00      | 4.244        | García Verdura      | 2          | 0          |            |
| C. F. Fuenlabrada  | 0 – 0      | Sporting de Gijón     | Fernando Torres                     | 21 de mayo | 20:00      | 2.439        | Iglesias Villanueva | 3          | 0          |            |
| S. D. Huesca       | 3 – 2      | Real Sociedad "B"     | El Alcoraz                          | 21 de mayo | 20:00      | 3.811        | Quintero González   | 3          | 0          |            |
| Málaga C. F.       | 0 – 1      | Burgos C. F.          | La Rosaleda                         | 21 de mayo | 20:00      | 25.389       | González Esteban    | 4          | 0          |            |
| U. D. Almería      | 1 – 1      | U. D. Alcorcón        | Estadio de los Juegos Mediterráneos | 21 de mayo | 22:00      | 14.759       | González Francés    | 7          | 0          |            |
| S. D. Eibar        | 2 – 0      | C. D. Tenerife        | Municipal de Ipurúa                 | 21 de mayo | 22:00      | 7.135        | Ávalos Barrera      | 4          | 0          |            |
| Girona F. C.       | 2 – 0      | C. D. Mirandés        | Montilivi                           | 21 de mayo | 22:00      | 6.925        | Sagués Oscoz        | 5          | 1          |            |
| U. D. Ibiza        | 1 – 2      | Real Valladolid C. F. | Can Misses                          | 21 de mayo | 22:00      | 4.614        | López Toca          | 2          | 1          |            |
| U. D. Las Palmas   | 2 – 1      | Real Oviedo           | Gran Canaria                        | 21 de mayo | 22:00      | 30.063       | Ais Reig            | 1          | 1          |            |
| S. D. Ponferradina | 0 – 3      | C. D. Leganés         | El Toralín                          | 21 de mayo | 22:00      | 6.361        | Milla Alvendiz      | 10         | 0          |            |

| Jornada 42            | Jornada 42 | Jornada 42         | Jornada 42                | Jornada 42 | Jornada 42 | Jornada 42   | Jornada 42           | Jornada 42 | Jornada 42 | Jornada 42 |
| Local                 | Resultado  | Visitante          | Estadio                   | Fecha      | Hora       | Espectadores | Árbitro              | Amonestado | Expulsado  |            |
| --------------------- | ---------- | ------------------ | ------------------------- | ---------- | ---------- | ------------ | -------------------- | ---------- | ---------- | ---------- |
| C. D. Mirandés        | 5 – 1      | C. F. Fuenlabrada  | Anduva                    | 27 de mayo | 21:00      |              | Milla Alvendiz       | 3          | 0          |            |
| Real Sociedad "B"     | 1 – 2      | Real Zaragoza      | Reale Arena               | 27 de mayo | 21:00      | 5.356        | Sánchez López        | 2          | 0          |            |
| S. D. Amorebieta      | 1 – 0      | S. D. Ponferradina | Lezama                    | 28 de mayo | 18:15      | 1.218        | Gálvez Rascón        | 3          | 0          |            |
| C. D. Lugo            | 1 – 0      | Málaga C. F.       | Anxo Carro                | 28 de mayo | 18:15      | 3.741        | De la Fuente Ramos   | 5          | 0          |            |
| A. D. Alcorcón        | 1 – 0      | S. D. Eibar        | Santo Domingo             | 29 de mayo | 20:00      |              | Caparrós Hernández   | 7          | 0          |            |
| Burgos C. F.          | 0 – 0      | Girona F. C.       | El Plantío                | 29 de mayo | 20:00      | 11.152       | Trujillo Suárez      | 1          | 0          |            |
| C. D. Leganés         | 2 – 2      | U. D. Almería (C)  | Butarque                  | 29 de mayo | 20:00      | 8.654        | Arcediano Monescillo | 8          | 0          |            |
| Real Oviedo           | 3 – 2      | U. D. Ibiza        | Carlos Tartiere           | 29 de mayo | 20:00      | 21.729       | Sagués Oscoz         | 4          | 0          |            |
| Sporting de Gijón     | 0 – 1      | U. D. Las Palmas   | El Molinón                | 29 de mayo | 20:00      | 12.346       | Prieto Iglesias      | 2          | 0          |            |
| C. D. Tenerife        | 1 – 2      | F. C. Cartagena    | Heliodoro Rodríguez López | 29 de mayo | 20:00      |              | Galech Apezteguía    | 6          | 0          |            |
| Real Valladolid C. F. | 3 – 0      | S. D. Huesca       | José Zorrilla             | 29 de mayo | 20:00      |              | Pulido Santana       | 1          | 0          |            |

### Tabla de resultados cruzados
| Local \ Visitante     | ALC | ALM | AMO | BUR | CAR | EIB | FUE | GIR | HUE | IBI | LPA | LEG | LUG | MGA | MIR | OVI | PON | RSB | SPO | TEN | VAD | ZAR |
| --------------------- | --- | --- | --- | --- | --- | --- | --- | --- | --- | --- | --- | --- | --- | --- | --- | --- | --- | --- | --- | --- | --- | --- |
| A. D. Alcorcón        | —   | 0–4 | 2–2 | 1–0 | 1–1 | 1–0 | 0–2 | 0–1 | 1–0 | 0–2 | 0–2 | 3–3 | 1–1 | 0–1 | 0–0 | 1–2 | 2–2 | 1–4 | 1–1 | 0–2 | 1–2 | 1–2 |
| U. D. Almería         | 1–1 | —   | 3–0 | 2–0 | 0–1 | 0–2 | 3–1 | 0–1 | 0–0 | 2–0 | 1–1 | 1–0 | 3–3 | 2–0 | 2–1 | 2–1 | 3–0 | 3–1 | 1–0 | 3–1 | 3–1 | 3–0 |
| S. D Amorebieta       | 0–0 | 2–1 | —   | 2–2 | 2–3 | 1–1 | 2–1 | 1–0 | 1–0 | 3–1 | 1–1 | 1–3 | 1–3 | 1–2 | 1–0 | 1–1 | 1–0 | 1–2 | 1–1 | 1–1 | 4–1 | 1–1 |
| Burgos C. F.          | 3–1 | 0–2 | 2–2 | —   | 1–1 | 0–1 | 2–0 | 0–0 | 3–1 | 2–1 | 0–0 | 4–0 | 1–1 | 3–0 | 1–0 | 0–1 | 1–0 | 0–0 | 0–0 | 1–0 | 3–0 | 0–1 |
| F. C. Cartagena       | 3–1 | 1–3 | 5–0 | 1–0 | —   | 4–1 | 3–0 | 3–0 | 0–3 | 5–1 | 0–2 | 0–0 | 2–1 | 3–1 | 3–0 | 1–2 | 0–1 | 1–0 | 1–0 | 1–1 | 2–3 | 3–0 |
| S. D. Eibar           | 2–1 | 1–0 | 1–0 | 2–0 | 2–1 | —   | 0–0 | 4–2 | 2–1 | 3–1 | 2–2 | 1–1 | 1–0 | 2–2 | 1–1 | 1–0 | 0–1 | 3–2 | 3–2 | 2–0 | 0–2 | 2–0 |
| C. F. Fuenlabrada     | 2–2 | 1–1 | 0–0 | 1–2 | 2–1 | 0–0 | —   | 1–2 | 2–3 | 1–2 | 3–2 | 2–1 | 1–1 | 1–0 | 1–1 | 0–0 | 2–3 | 1–2 | 0–0 | 1–2 | 0–0 | 1–1 |
| Girona F. C.          | 3–1 | 1–2 | 2–0 | 3–1 | 2–0 | 0–1 | 2–1 | —   | 1–3 | 5–1 | 0–0 | 3–0 | 1–1 | 1–0 | 2–0 | 2–1 | 3–0 | 2–0 | 1–2 | 0–1 | 1–0 | 1–1 |
| S. D. Huesca          | 0–0 | 1–1 | 1–1 | 1–0 | 2–0 | 2–0 | 0–0 | 0–1 | —   | 0–0 | 0–0 | 0–2 | 1–0 | 0–0 | 4–0 | 1–2 | 1–2 | 3–2 | 1–1 | 1–2 | 3–2 | 1–1 |
| U. D. Ibiza           | 6–2 | 0–1 | 1–1 | 2–0 | 2–1 | 2–0 | 3–1 | 1–1 | 2–1 | —   | 1–1 | 1–1 | 1–1 | 2–2 | 0–2 | 1–1 | 0–1 | 2–2 | 0–2 | 0–0 | 1–2 | 2–2 |
| U. D. Las Palmas      | 3–0 | 1–1 | 1–0 | 0–2 | 4–1 | 0–1 | 2–1 | 1–3 | 2–1 | 1–1 | —   | 4–2 | 2–2 | 2–1 | 1–0 | 2–1 | 2–1 | 0–0 | 1–0 | 2–1 | 1–1 | 2–3 |
| C. D. Leganés         | 1–0 | 2–2 | 1–0 | 0–0 | 1–1 | 2–3 | 3–2 | 1–1 | 2–1 | 1–2 | 4–1 | —   | 1–1 | 0–3 | 2–0 | 0–0 | 1–1 | 1–1 | 1–1 | 1–2 | 0–2 | 2–1 |
| C. D. Lugo            | 1–0 | 2–1 | 1–1 | 1–0 | 1–0 | 2–2 | 1–3 | 1–0 | 3–2 | 0–0 | 2–0 | 0–0 | —   | 1–0 | 2–1 | 1–1 | 1–2 | 0–0 | 1–1 | 0–2 | 0–2 | 1–1 |
| Málaga C. F.          | 1–0 | 0–1 | 1–2 | 0–1 | 1–1 | 1–3 | 1–0 | 2–0 | 0–2 | 0–5 | 2–1 | 0–2 | 1–0 | —   | 0–0 | 0–0 | 0–0 | 2–1 | 2–2 | 1–0 | 2–2 | 1–1 |
| C. D. Mirandés        | 1–3 | 1–4 | 2–0 | 3–1 | 2–1 | 3–3 | 5–1 | 1–2 | 0–1 | 4–0 | 4–2 | 1–2 | 3–2 | 3–0 | —   | 1–1 | 3–1 | 2–0 | 0–3 | 2–1 | 0–1 | 2–0 |
| Real Oviedo           | 3–1 | 2–0 | 2–0 | 1–2 | 2–0 | 1–1 | 3–0 | 0–0 | 3–3 | 3–2 | 1–1 | 1–0 | 2–2 | 2–1 | 3–0 | —   | 2–0 | 0–1 | 1–1 | 0–0 | 3–0 | 3–3 |
| S. D. Ponferradina    | 1–0 | 1–0 | 1–1 | 3–1 | 4–2 | 2–2 | 0–0 | 2–1 | 1–1 | 1–1 | 1–2 | 0–3 | 3–1 | 4–0 | 2–1 | 1–2 | —   | 3–2 | 4–1 | 1–2 | 2–2 | 0–0 |
| Real Sociedad "B"     | 2–4 | 0–2 | 2–1 | 0–1 | 1–2 | 2–3 | 0–0 | 1–2 | 0–2 | 0–1 | 0–1 | 1–0 | 1–1 | 2–0 | 1–3 | 1–1 | 1–1 | —   | 2–1 | 1–2 | 0–2 | 1–2 |
| Sporting de Gijón     | 1–0 | 0–1 | 2–1 | 1–0 | 4–1 | 0–1 | 1–1 | 2–1 | 1–1 | 0–1 | 0–1 | 2–1 | 1–1 | 2–1 | 2–1 | 0–1 | 2–3 | 0–1 | —   | 1–2 | 1–2 | 1–2 |
| C. D. Tenerife        | 1–0 | 0–1 | 2–1 | 4–0 | 1–2 | 0–1 | 3–1 | 2–1 | 0–0 | 2–0 | 0–1 | 0–0 | 1–1 | 0–2 | 1–2 | 4–0 | 2–0 | 2–0 | 0–0 | —   | 1–4 | 1–1 |
| Real Valladolid C. F. | 2–0 | 2–2 | 5–1 | 1–0 | 2–0 | 2–0 | 3–0 | 2–2 | 3–0 | 1–1 | 0–1 | 1–0 | 4–1 | 1–1 | 3–1 | 2–1 | 2–0 | 1–2 | 1–0 | 0–2 | —   | 2–0 |
| Real Zaragoza         | 0–3 | 2–0 | 1–1 | 0–0 | 0–1 | 1–0 | 2–1 | 1–0 | 0–0 | 0–0 | 2–1 | 0–2 | 1–0 | 1–1 | 1–1 | 0–0 | 1–1 | 1–1 | 2–0 | 0–2 | 0–0 | —   |

## Playoff de ascenso a Primera División

### Clasificados
- S. D. Eibar (3º)
- U. D. Las Palmas (4º)
- C. D. Tenerife (5º)
- Girona F. C. (6º)

### Cuadro
|  | Semifinales            | Semifinales | Semifinales        |   |                      | Final | Final | Final |  |
|  |                        |             |                    |   |                      |       |       |       |  |
|  |                        |             |                    |   |                      |       |       |       |  |
|  | U. D. Las Palmas (4.º) | 0           | 1                  |   |                      |       |       |       |  |
|  | U. D. Las Palmas (4.º) | 0           | 1                  |   |                      |       |       |       |  |
|  | C. D. Tenerife (5.º)   | 1           | 2                  |   |                      |       |       |       |  |
|  | C. D. Tenerife (5.º)   | 1           | 2                  |   | C. D. Tenerife (5.º) | 0     | 1     |       |  |
|  |                        |             |                    |   | C. D. Tenerife (5.º) | 0     | 1     |       |  |
|  |                        |             | Girona F. C. (6.º) | 0 | 3                    |       |       |       |  |
|  | S. D. Eibar (3.º)      | 1           | Girona F. C. (6.º) | 0 | 3                    | 0     |       |       |  |
|  | S. D. Eibar (3.º)      | 1           |                    |   |                      | 0     |       |       |  |
|  | Girona F. C. (6.º)     | 0           | 2                  |   |                      |       |       |       |  |
|  | Girona F. C. (6.º)     | 0           | 2                  |   |                      |       |       |       |  |
|  |                        |             |                    |   |                      |       |       |       |  |

### Semifinales

#### S. D. Eibarvs.Girona F. C.
| Ida; 2 de junio de 2022; 19:00 | Girona F. C. | 0:1 (0:1) | S. D. Eibar | Estadio Municipal de Montilivi, Gerona |                            |
|                                |              | Reporte   | Aketxe 28'  | Árbitro(s): Milla Alvendiz             | Árbitro(s): Milla Alvendiz |

| Vuelta; 5 de junio de 2022; 18:30 | S. D. Eibar | 0:2 (0:1) (Global 1:2) | Girona F. C.                  | Estadio Municipal de Ipurúa, Éibar |                            |
|                                   |             | Reporte                | García Freire 1' · Stuani 91' | Árbitro(s): Pulido Santana         | Árbitro(s): Pulido Santana |
| Girona F. C. avanza a la final.   |             |                        |                               |                                    |                            |

| Pasa a la final Girona F. C. |

#### U. D. Las Palmasvs.C. D. Tenerife
| Ida; 1 de junio de 2022; 21:00 | C. D. Tenerife | 1:0 (1:0) | U. D. Las Palmas | Estadio Heliodoro Rodríguez López, Santa Cruz de Tenerife       |                                                                 |
|                                | León 36'       | Reporte   |                  | Asistencia: 19.702 espectadores Árbitro(s): Iglesias Villanueva | Asistencia: 19.702 espectadores Árbitro(s): Iglesias Villanueva |

| Vuelta; 4 de junio de 2022; 21:00 | U. D. Las Palmas | 1:2 (0:2) (Global 1:3) | C. D. Tenerife         | Estadio de Gran Canaria, Las Palmas                          |                                                              |
|                                   | Curbelo 71'      | Reporte                | Gallego 4', 51' (pen.) | Asistencia: 31.502 espectadores Árbitro(s): González Esteban | Asistencia: 31.502 espectadores Árbitro(s): González Esteban |
| C. D. Tenerife avanza a la final. |                  |                        |                        |                                                              |                                                              |

| Pasa a la final C. D. Tenerife |

### Final

#### C. D. Tenerifevs.Girona F. C.
| Ida; 11 de junio de 2022; 21:00 | Girona F. C. | 0:0     | C. D. Tenerife | Estadio Municipal de Montilivi, Gerona                      |                                                             |
|                                 |              | Reporte |                | Asistencia: 11.303 espectadores Árbitro(s): Hernández Maeso | Asistencia: 11.303 espectadores Árbitro(s): Hernández Maeso |

| Vuelta; 19 de junio de 2022; 21:00           | C. D. Tenerife | 1:3 (0:1) (Global 1:3) | Girona F. C.                                    | Estadio Heliodoro Rodríguez López, Santa Cruz de Tenerife        |                                                                  |
|                                              | Ruiz 59'       | Reporte                | Stuani 42' (pen.) · León 68' (a.g.) · Arnau 80' | Asistencia: 22.077 espectadores Árbitro(s): Arcediano Monescillo | Asistencia: 22.077 espectadores Árbitro(s): Arcediano Monescillo |
| Girona F. C. asciende a la Primera División. |                |                        |                                                 |                                                                  |                                                                  |

| Asciende a Primera División Girona F. C. |

## Estadísticas

### Máximos goleadores
| Pos. | Jugador          | Equipo                | Goles |
| ---- | ---------------- | --------------------- | ----- |
| 1°   | Cristhian Stuani | Girona F. C.          | 24    |
| 2º   | Borja Bastón     | Real Oviedo           | 22    |
| 3º   | Stoichkov        | S. D. Eibar           | 21    |
| 4º   | Rubén Castro     | F. C. Cartagena       | 20    |
| 5º   | Shon Weissman    | Real Valladolid C. F. | 20    |
| 6º   | Umar Sadiq       | U. D. Almería         | 18    |
| 7º   | Sergio Camello   | C. D. Mirandés        | 15    |
| 8°   | Seoane           | S. D. Huesca          | 14    |
| 9º   | Yuri             | S. D. Ponferradina    | 14    |
| 10º  | Djuka            | Sporting de Gijón     | 14    |

### Récords
- Primer gol de la temporada: Anotado por Joaquín Muñoz, para el Huesca contra el Eibar (13 de agosto de 2021)
- Último gol de la temporada: Anotado por Borja Bastón, para el Oviedo contra el Ibiza (29 de mayo de 2022)
- Gol más rápido: Anotado a los 8 segundos por Stoichkov en el Eibar 1 – 0 Amorebieta (13 de marzo de 2022)
- Gol más cercano al final del encuentro: Anotado a los 0 segundos por [[]] en el [[]] [] [[]] ([[]] de [[]]).
- Mayor número de goles marcados en un partido:
 8 goles: 
Ibiza 6 – 2 Alcorcón (8 de enero de 2022)
- Partido con más espectadores: 30.063, en el Las Palmas vs. Oviedo (21 de mayo de 2022)
- Partido con menos espectadores: 592, en el Amorebieta vs. Almería (29 de agosto de 2021)
- Mayor victoria local: Cartagena 5 – 0 Amorebieta (21 de mayo de 2022).
- Mayor victoria visitante: Málaga 0 – 5 Ibiza (22 de enero de 2022)

### Tripletes o más
A continuación se detallan los tripletes conseguidos a lo largo de la temporada.
| Fecha      | Jugador          | Goles       | Local                 |                                | Resultado |                                   | Visitante        | Rep.       |
| ---------- | ---------------- | ----------- | --------------------- | ------------------------------ | --------- | --------------------------------- | ---------------- | ---------- |
| 24/10/2021 | Dyego Sousa      | 5' 23' 54'  | C. D. Mirandés        | Bandera de Castilla y León     | 1 – 4     | Bandera de Andalucía              | U. D. Almería    | Jornada 12 |
| 4/11/2021  | Cristhian Stuani | 54' 62' 65' | Girona F. C.          | Bandera de Cataluña            | 3 – 1     | Bandera de la Comunidad de Madrid | A. D. Alcorcón   | Jornada 14 |
| 23/1/2022  | Juanma García    | 12' 32' 77' | Burgos C. F.          | Bandera de Castilla y León     | 4 – 0     | Bandera de la Comunidad de Madrid | C. D. Leganés    | Jornada 24 |
| 27/2/2022  | Sergio León      | 19' 61' 71' | Real Valladolid C. F. | Bandera de Castilla y León     | 5 – 1     | Bandera del País Vasco            | S. D. Amorebieta | Jornada 29 |
| 21/5/2022  | Rubén Castro     | 18' 65' 68' | F. C. Cartagena       | Bandera de la Región de Murcia | 5 – 0     | Bandera del País Vasco            | S. D. Amorebieta | Jornada 41 |

### Autogoles
A continuación se detallan los autogoles marcados a lo largo de la temporada.
| Fecha      | Jugador          | Minuto       | Local                 |                                   | Resultado |                                   | Visitante             | Rep.       |
| ---------- | ---------------- | ------------ | --------------------- | --------------------------------- | --------- | --------------------------------- | --------------------- | ---------- |
| 22/8/2021  | Julián Delmás    | 1 - 0, 53'   | S. D. Huesca          | Bandera de Aragón                 | 2 – 0     | Bandera de la Región de Murcia    | F. C. Cartagena       | Jornada 2  |
| 30/8/2021  | Fran Gámez       | 0 - 1, 71'   | Real Zaragoza         | Bandera de Aragón                 | 0 – 1     | Bandera de la Región de Murcia    | F. C. Cartagena       | Jornada 3  |
| 4/9/2021   | Ander Cantero    | 0 - 1, 24'   | S. D. Eibar           | Bandera del País Vasco            | 1 – 1     | Bandera de la Comunidad de Madrid | C. D. Leganés         | Jornada 4  |
| 12/9/2021  | David Andújar    | 2 - 0, 57'   | Real Oviedo           | Bandera de Asturias               | 2 – 0     | Bandera de la Región de Murcia    | F. C. Cartagena       | Jornada 5  |
| 12/9/2021  | Roberto          | 0 - 2, 57'   | Real Valladolid C. F. | Bandera de Castilla y León        | 0 – 2     | Bandera de Canarias               | C. D. Tenerife        | Jornada 5  |
| 13/9/2021  | Manu Barreiro    | 1 - 1, 35'   | C. D. Lugo            | Bandera de Galicia                | 3 – 2     | Bandera de Aragón                 | S. D. Huesca          | Jornada 5  |
| 17/9/2021  | Dani Jiménez     | 0 - 3, 37'   | A. D. Alcorcón        | Bandera de la Comunidad de Madrid | 0 – 4     | Bandera de Andalucía              | U. D. Almería         | Jornada 6  |
| 19/9/2021  | Álvaro Tejero    | 2 - 2, 63'   | S. D. Eibar           | Bandera del País Vasco            | 3 – 2     | Bandera de Asturias               | Sporting de Gijón     | Jornada 6  |
| 24/9/2021  | Nikola Šipčić    | 3 - 1, 87'   | U. D. Almería         | Bandera de Andalucía              | 3 – 1     | Bandera de Canarias               | C. D. Tenerife        | Jornada 7  |
| 3/10/2021  | Germán Parreño   | 2 - 1, 65'   | S. D. Eibar           | Bandera del País Vasco            | 3 – 1     | Bandera de las Islas Baleares     | U. D. Ibiza           | Jornada 8  |
| 10/10/2021 | Bruno González   | 1 - 1, 16'   | C. F. Fuenlabrada     | Bandera de la Comunidad de Madrid | 2 – 1     | Bandera de la Comunidad de Madrid | C. D. Leganés         | Jornada 9  |
| 20/10/2021 | Erick Ferigra    | 1 - 0, 5'    | C. D. Lugo            | Bandera de Galicia                | 2 – 0     | Bandera de Canarias               | U. D. Las Palmas      | Jornada 11 |
| 24/10/2021 | David Costas     | 1 - 1, 56'   | S. D. Ponferradina    | Bandera de Castilla y León        | 1 – 2     | Bandera de Asturias               | Real Oviedo           | Jornada 12 |
| 30/10/2021 | Oier Luengo      | 1 - 0, 12'   | S. D. Huesca          | Bandera de Aragón                 | 1 – 1     | Bandera del País Vasco            | S. D. Amorebieta      | Jornada 13 |
| 30/10/2021 | Marc Mateu       | 1 - 1, 78'   | S. D. Huesca          | Bandera de Aragón                 | 1 – 1     | Bandera del País Vasco            | S. D. Amorebieta      | Jornada 13 |
| 20/11/2021 | César de la Hoz  | 0 - 1, 8'    | U. D. Almería         | Bandera de Andalucía              | 3 – 1     | Bandera de Castilla y León        | Real Valladolid C. F. | Jornada 17 |
| 22/11/2021 | Gaizka Ayesa     | 0 - 1, 19'   | Real Sociedad "B"     | Bandera del País Vasco            | 1 – 2     | Bandera de Cataluña               | Girona F. C.          | Jornada 17 |
| 28/11/2021 | Sergi Cardona    | 1 - 0, 30'   | C. D. Leganés         | Bandera de la Comunidad de Madrid | 4 – 1     | Bandera de Canarias               | U. D. Las Palmas      | Jornada 18 |
| 28/11/2021 | Jair Amador      | 1 - 1, 24'   | S. D. Amorebieta      | Bandera del País Vasco            | 1 – 1     | Bandera de Aragón                 | Real Zaragoza         | Jornada 18 |
| 5/12/2021  | Oier Luengo      | 1 - 2, 90+4' | Málaga C. F.          | Bandera de Andalucía              | 1 – 2     | Bandera del País Vasco            | S. D. Amorebieta      | Jornada 19 |
| 5/12/2021  | Juan Berrocal    | 1 - 0, 72'   | U. D. Las Palmas      | Bandera de Canarias               | 1 – 0     | Bandera de Asturias               | Sporting de Gijón     | Jornada 19 |
| 6/12/2021  | José Arnaiz      | 1 - 0, 33'   | Girona F. C.          | Bandera de Cataluña               | 3 – 0     | Bandera de la Comunidad de Madrid | C. D. Leganés         | Jornada 19 |
| 12/12/2021 | Pablo Vázquez    | 1 - 0, 17'   | A. D. Alcorcón        | Bandera de la Comunidad de Madrid | 1 – 1     | Bandera de la Región de Murcia    | F. C. Cartagena       | Jornada 20 |
| 31/12/2021 | Jérémy Blasco    | 2 - 0, 31'   | S. D. Eibar           | Bandera del País Vasco            | 3 – 2     | Bandera del País Vasco            | Real Sociedad "B"     | Jornada 22 |
| 19/1/2022  | Carlos Pita      | 2 - 1, 88'   | C. D. Lugo            | Bandera de Galicia                | 2 – 1     | Bandera de Andalucía              | U. D. Almería         | Jornada 21 |
| 22/1/2022  | Raúl Navas       | 3 - 2, 87'   | C. F. Fuenlabrada     | Bandera de la Comunidad de Madrid | 3 – 2     | Bandera de Canarias               | U. D. Las Palmas      | Jornada 24 |
| 13/2/2022  | David Fernández  | 0 - 2, 51'   | A. D. Alcorcón        | Bandera de la Comunidad de Madrid | 0 – 2     | Bandera de Canarias               | C. D. Tenerife        | Jornada 27 |
| 20/2/2022  | Christian Rivera | 0 - 1, 17'   | Sporting de Gijón     | Bandera de Asturias               | 2 – 3     | Bandera de Castilla y León        | S. D. Ponferradina    | Jornada 28 |
| 26/2/2022  | Diego Alende     | 2 - 1, 45'   | U. D. Las Palmas      | Bandera de Canarias               | 2 – 2     | Bandera de Galicia                | C. D. Lugo            | Jornada 29 |
| 11/3/2022  | Jair Amador      | 0 - 1, 32'   | Real Zaragoza         | Bandera de Aragón                 | 2 – 1     | Bandera de la Comunidad de Madrid | C. F. Fuenlabrada     | Jornada 31 |
| 12/3/2022  | Pablo Clavería   | 3 - 2, 72'   | U. D. Almería         | Bandera de Andalucía              | 3 – 3     | Bandera de Galicia                | C. D. Lugo            | Jornada 31 |
| 18/3/2022  | Miguel Rubio     | 1 - 0, 22'   | S. D. Huesca          | Bandera de Aragón                 | 1 – 0     | Bandera de Castilla y León        | Burgos C. F.          | Jornada 32 |
| 19/3/2022  | Germán Parreño   | 2 - 0, 22'   | Girona F. C.          | Bandera de Cataluña               | 5 – 1     | Bandera de las Islas Baleares     | U. D. Ibiza           | Jornada 32 |
| 26/3/2022  | Julián Delmás    | 1 - 1, 39'   | Sporting de Gijón     | Bandera de Asturias               | 4 – 1     | Bandera de la Región de Murcia    | F. C. Cartagena       | Jornada 33 |
| 28/3/2022  | Álvaro Lemos     | 3 - 2, 70'   | U. D. Las Palmas      | Bandera de Canarias               | 4 – 2     | Bandera de la Comunidad de Madrid | C. D. Leganés         | Jornada 33 |
| 10/4/2022  | Adrián Diéguez   | 0 - 1, 3'    | C. F. Fuenlabrada     | Bandera de la Comunidad de Madrid | 2 – 3     | Bandera de Aragón                 | S. D. Huesca          | Jornada 35 |
| 16/4/2022  | Juan Berrocal    | 0 - 1, 78'   | Sporting de Gijón     | Bandera de Asturias               | 0 – 1     | Bandera de Asturias               | Real Oviedo           | Jornada 36 |
| 30/4/2022  | Lluís López      | 2 - 0, 60'   | S. D. Eibar           | Bandera del País Vasco            | 2 – 0     | Bandera de Aragón                 | Real Zaragoza         | Jornada 38 |
| 30/4/2022  | Grego Sierra     | 0 - 2, 44'   | Burgos C. F.          | Bandera de Castilla y León        | 0 – 2     | Bandera de Andalucía              | U. D. Almería         | Jornada 38 |
| 1/5/2022   | Jawad El Yamiq   | 0 - 1, 60'   | Real Valladolid C. F. | Bandera de Castilla y León        | 1 – 2     | Bandera del País Vasco            | Real Sociedad "B"     | Jornada 38 |
| 1/5/2022   | Jawad El Yamiq   | 0 - 2, 77'   | Real Valladolid C. F. | Bandera de Castilla y León        | 1 – 2     | Bandera del País Vasco            | Real Sociedad "B"     | Jornada 38 |
| 7/5/2022   | Andoni López     | 1 - 0, 54'   | U. D. Almería         | Bandera de Andalucía              | 3 – 0     | Bandera del País Vasco            | S. D. Amorebieta      | Jornada 39 |
| 8/5/2022   | Manu Molina      | 0 - 1, 6'    | U. D. Ibiza           | Bandera de las Islas Baleares     | 1 – 1     | Bandera de Galicia                | C. D. Lugo            | Jornada 39 |
| 14/5/2022  | Allan Nyom       | 0 - 1, 21'   | C. D. Leganés         | Bandera de la Comunidad de Madrid | 2 – 3     | Bandera del País Vasco            | S. D. Eibar           | Jornada 40 |

### Galardones mensuales
| Mes  | Jugador del mes   | Equipo            | Ref.                                                    |
| ---- | ----------------- | ----------------- | ------------------------------------------------------- |
| Sep. | Gaspar Campos     | Sporting de Gijón | Archivado el 2 de noviembre de 2021 en Wayback Machine. |
| Oct. | Stoichkov         | S. D. Eibar       |                                                         |
| Nov. | Fernando Martínez | U. D. Almería     |                                                         |
| Dic. | Cristhian Stuani  | Girona F. C.      |                                                         |
| Ene. | Sergio Castel     | U. D. Ibiza       |                                                         |
| Feb. | Umar Sadiq        | U. D. Almería     |                                                         |
| Mar. | Nahuel Bustos     | Girona F. C.      |                                                         |
| Abr. | Borja Bastón      | Real Oviedo       |                                                         |
| May. | Jonathan Viera    | U. D. Las Palmas  |                                                         |

### Once Ideal de la temporada
La Liga de Fútbol Profesional determina, a final de temporada, a través de su programa Magazine LaLiga Smartbank, el once ideal de la temporada.
| POR          | DEF                                    | MED                                              | DEL                                      |
| ------------ | -------------------------------------- | ------------------------------------------------ | ---------------------------------------- |
| Juan Soriano | David Goldar Srđan Babić Álvaro Tejero | Stoichkov Roque Mesa Jonathan Viera Jaime Seoane | Cristhian Stuani Borja Bastón Umar Sadiq |

| Jugador          | Equipo                |
| ---------------- | --------------------- |
| Juan Soriano     | C. D. Tenerife        |
| David Goldar     | U. D. Ibiza           |
| Srđan Babić      | U. D. Almería         |
| Álvaro Tejero    | S. D. Eibar           |
| Stoichkov        | S. D. Eibar           |
| Roque Mesa       | Real Valladolid C. F. |
| Jonathan Viera   | U. D. Las Palmas      |
| Jaime Seoane     | S. D. Huesca          |
| Cristhian Stuani | Girona F. C.          |
| Borja Bastón     | Real Oviedo           |
| Umar Sadiq       | U. D. Almería         |